# 1. März
Der 1. März ist der 60. Tag des gregorianischen Kalenders (der 61. in Schaltjahren), somit bleiben 305 Tage bis zum Jahresende.
Dieser Tag war im alten Rom ursprünglich der kalendarische Jahresanfang, an dem im Tempel der Vesta das heilige Feuer entzündet wurde. Als im Jahr 153 v. Chr. die römischen Konsuln den Beginn ihrer Amtsperiode auf den 1. Januar vorverlegten, wurde dieser zugleich neuer Jahresanfang.
Die Weltorganisation für Meteorologie hat den 1. März als meteorologischen Frühlingsanfang auf der Nordhalbkugel der Erde festgelegt.

## Ereignisse

### Politik und Weltgeschehen
- 86 v. Chr.: Sulla erobert im Zuge des 1. Mithridatischen Krieges Athen und lässt es plündern.
- 0286: Maximian wird neben Diokletian Augustus im Römischen Reich und herrscht über dessen Westteil.

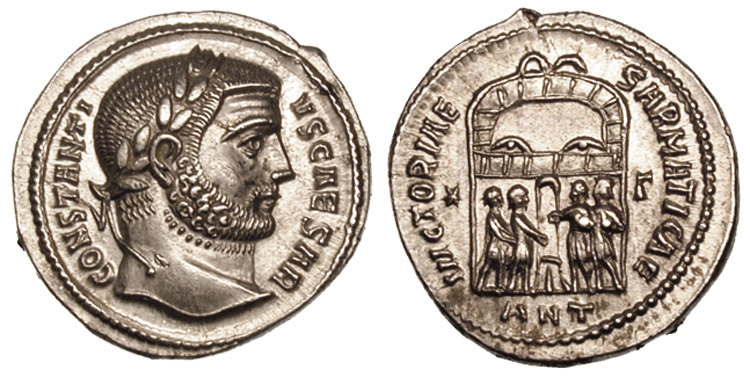
293/305: Constantius Chlorus und die Tetrarchen

- 0293: Constantius Chlorus und Galerius werden im Rahmen der Tetrarchie des Römischen Reiches von den Kaisern Diokletian und Maximian zu Mitkaisern ernannt.
- 0305: Constantius Chlorus und Galerius werden durch den Rücktritt von Diokletian und Maximian Kaiser des Römischen Reiches.

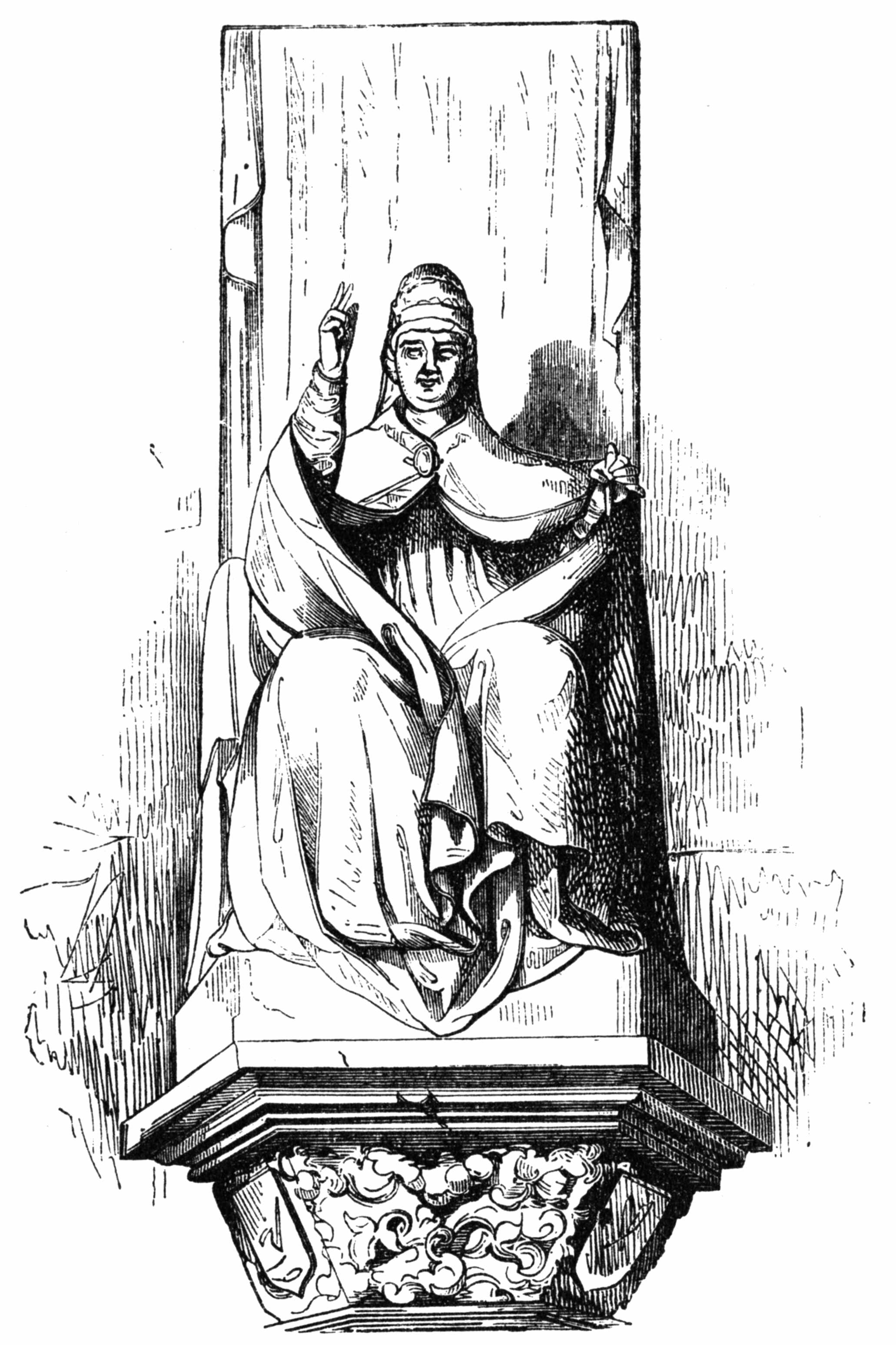
1420: Martin V.

- 1420: Papst Martin V. ruft in seiner Kreuzzugsbulle zum Kreuzzug gegen die Hussiten auf und löst damit die Hussitenkriege aus.
- 1562: Eine Reihe von Hugenotten wird in Wassy von Katholiken ermordet. Das Blutbad von Wassy löst den ersten Hugenottenkrieg in Frankreich aus.
- 1565: Der Portugiese Estácio de Sá gründet nach der Vertreibung der von Nicolas Durand de Villegagnon angeführten Franzosen aus der Gegend um die Guanabara-Bucht den Ort São Sebastião do Rio de Janeiro.
- 1700: In den protestantischen Teilen des Heiligen Römischen Reiches und in Dänemark wird der Gregorianische Kalender eingeführt. Der vorige Tag war der 18. Februarjul..
- 1753: Schweden übernimmt den Gregorianischen Kalender, der 1. März folgt dem 17. Februarjul..

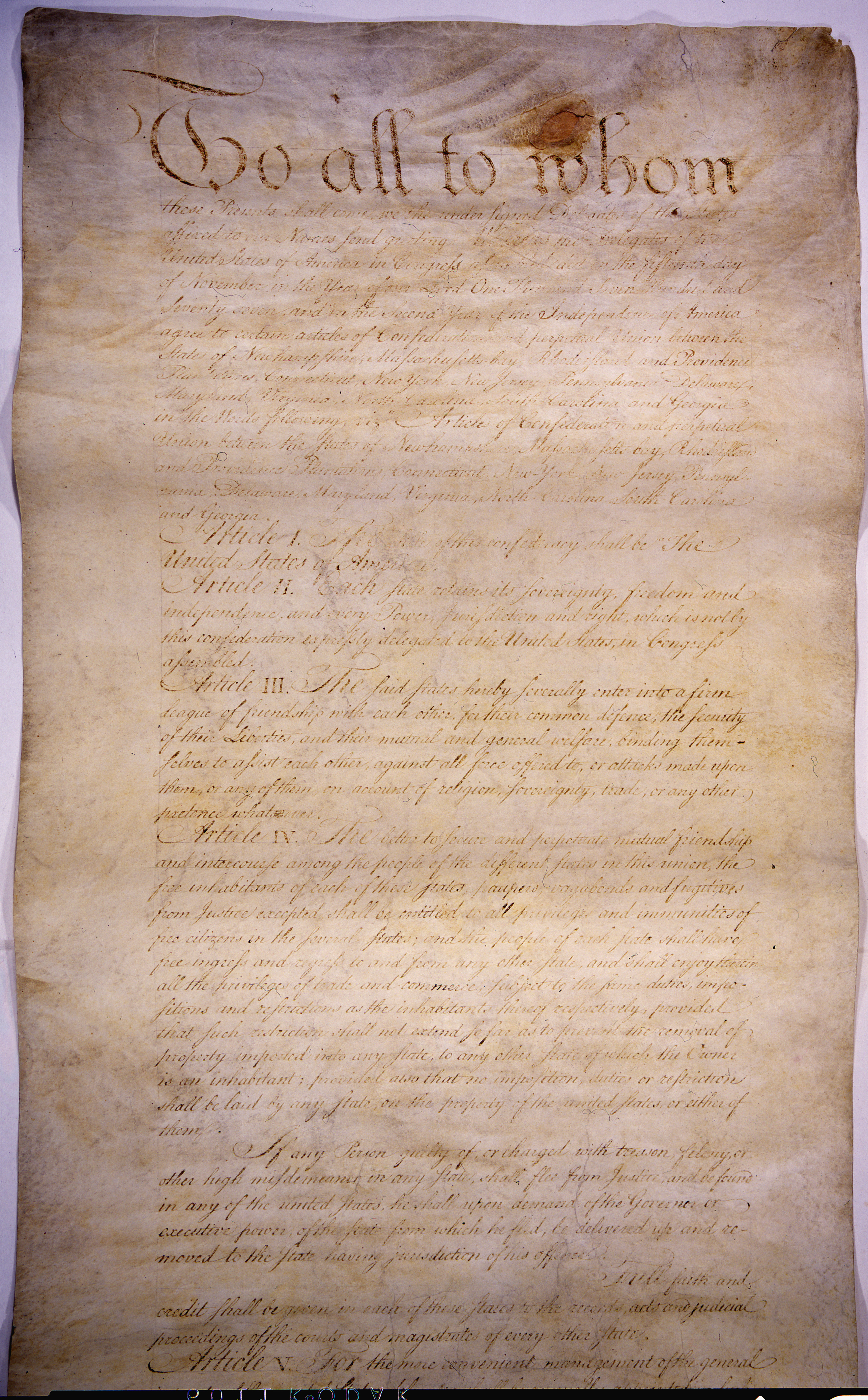
1783: Die Konföderationsartikel

- 1783: Mit der Ratifizierung durch die letzte Kolonie Maryland treten die vom zweiten Kontinentalkongress der nordamerikanischen Dreizehn Kolonien beschlossenen Konföderationsartikel in Kraft, Vorläufer der Verfassung der Vereinigten Staaten.
- 1792: Nach dem Tod von Kaiser Leopold II. wird sein Sohn Franz II. Regent im Heiligen Römischen Reich.
- 1805: Samuel Chase, der einzige Höchstrichter der Vereinigten Staaten, gegen den je ein Impeachment-Verfahren eingeleitet worden ist, wird von allen Anklagepunkten freigesprochen.
- 1809: Per Gesetz wird das Illinois-Territorium aus dem Indiana-Territorium herausgelöst. Hauptstadt des neu geschaffenen Territoriums wird Kaskaskia.

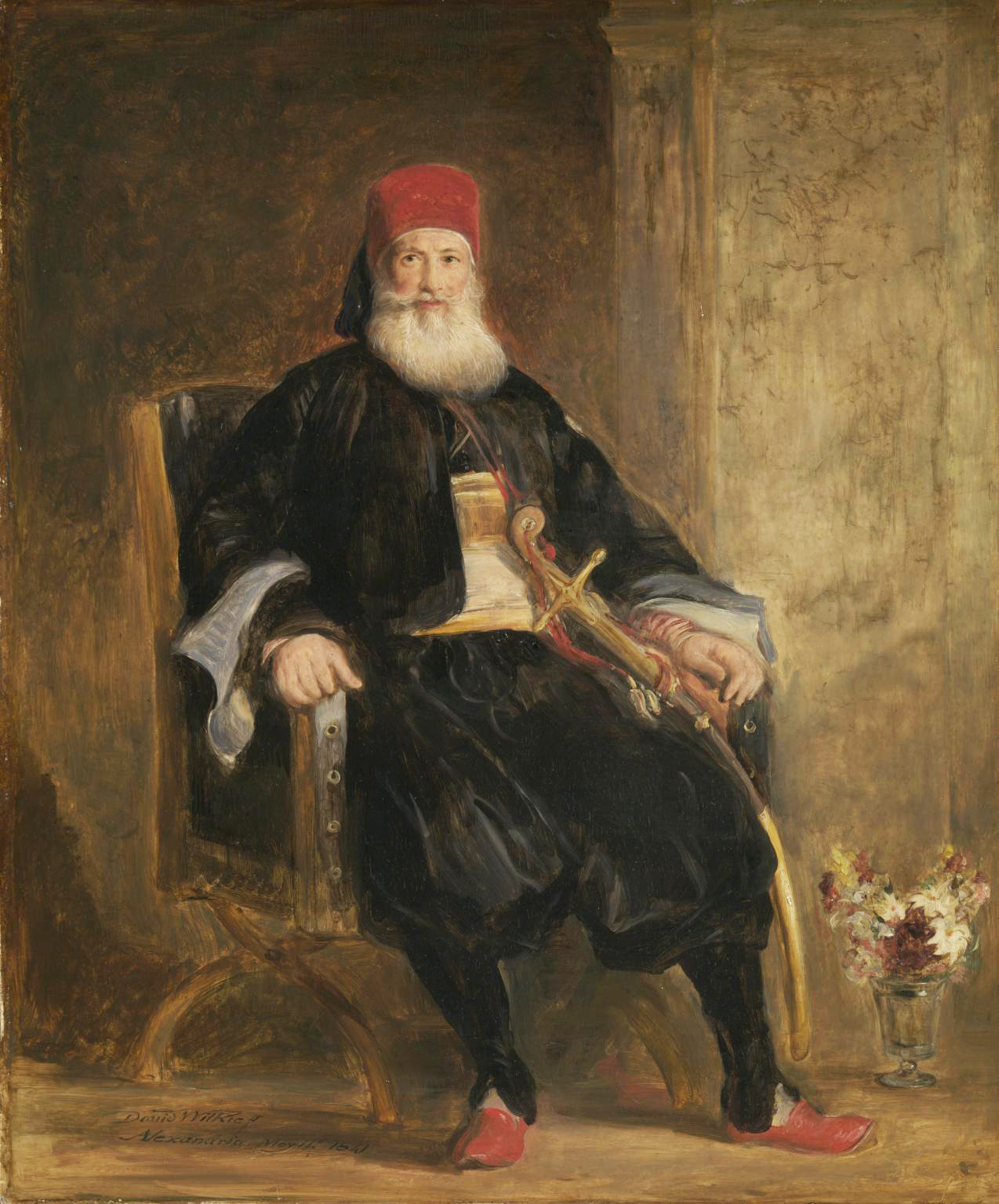
1811: Mohammed Ali Pascha

- 1811: Muhammad Ali Pascha, Statthalter der Osmanen in Ägypten, lässt mehrere hundert Mamluken ermorden.
- 1815: Napoleon kehrt von seiner Verbannung auf Elba nach Frankreich zurück und tritt seine Herrschaft der Hundert Tage an.
- 1833: Der amerikanische Kongress verabschiedet mehrere Gesetze, die zur Beendigung der Nullifikationskrise führen.
- 1845: In Brasilien endet nach knapp zehn Jahren die Farrapen-Revolution. Die Aufständischen der südbrasilianischen Provinz São Pedro do Rio Grande do Sul unter Bento Gonçalves da Silva erhalten von Provinzpräsident Luís Alves de Lima e Silva im Vertrag von Ponche Verde Amnestie. Die von General Antônio de Sousa Neto gegründete Republik Piratini wird aufgelöst.

1845: Texas

- 1845: US-Präsident John Tyler unterzeichnet eine Erklärung zur Annexion der Republik Texas durch die Vereinigten Staaten.
- 1854: In Mexiko wird der auf die Absetzung Präsident Antonio López de Santa Annas abzielende Plan von Ayutla proklamiert. Der liberale Juan Álvarez Benítez und einige Gegner Santa Annas beschuldigen diesen der Unterdrückung, der Abschaffung der Repräsentativen Demokratie und, wegen der Veräußerung mexikanischen Territoriums im Gadsden-Kauf, des Verrats.

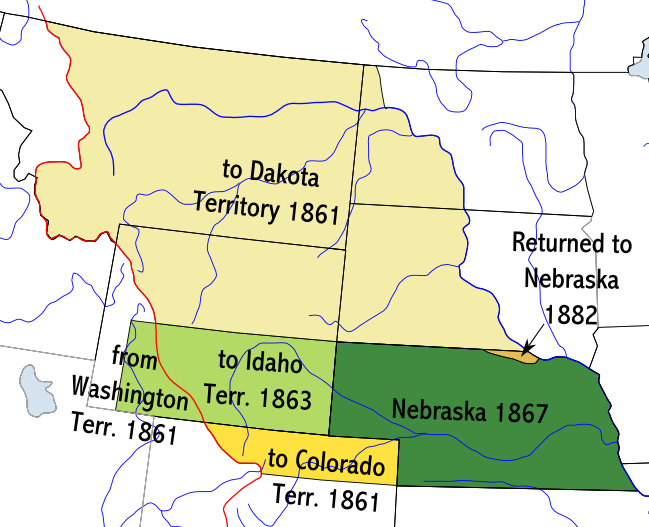
1867: Nebraska

- 1867: Der südöstliche Teil des bisherigen Nebraska-Territoriums tritt unter dem Namen Nebraska als 37. Bundesstaat den USA bei. Die übrigen Teile werden anderen Territorien zugeschlagen.
- 1870: Mit dem Tod des paraguayischen Diktators Francisco Solano López, der sich von alliierten Soldaten nicht gefangen nehmen lassen will, enden die Kampfhandlungen im lateinamerikanischen Tripel-Allianz-Krieg.
- 1879: Nach der Besetzung der Hafenstadt Antofagasta durch chilenische Truppen am 14. Februar erklärt Bolivien dem Nachbarland den Krieg. Der Salpeterkrieg wird bis zum Jahr 1884 dauern und Bolivien den Zugang zum Meer kosten.

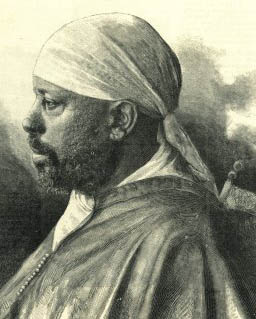
1896: Menelik II.

- 1896: Äthiopien unter Menelik II. kann gegen die Italiener unter Oreste Baratieri in der Schlacht von Adua seine Unabhängigkeit bewahren. Italien muss seine Kolonialträume von einem vereinigten Italienisch-Ostafrika vorläufig begraben.
- 1900: Als Zeichen der Inbesitznahme der wenige Tage zuvor unter deutschen „Schutz“ gestellten Samoa-Inseln hisst Gouverneur Wilhelm Solf auf der Halbinsel Mulinu’u die deutsche Reichsflagge.
- 1919: In Korea beginnt die Bewegung des ersten März als Demonstration für eine gewollte Unabhängigkeit Koreas vom Japanischen Kaiserreich. Bis zur Niederschlagung im August werden bei dem Aufstand rund 7.500 Menschen getötet.

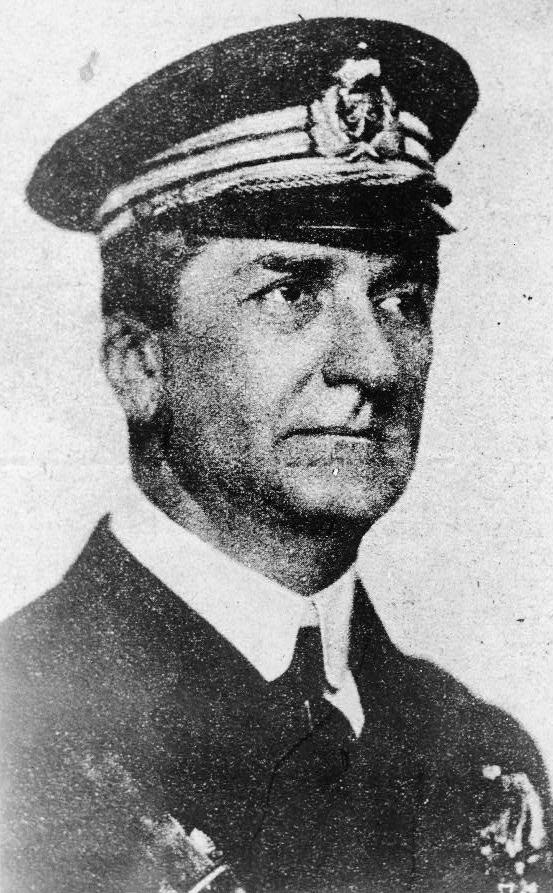
1920: Miklós Horthy

- 1920: Das ungarische Parlament wählt Miklós Horthy als Reichsverweser zum provisorischen Staatsoberhaupt.
- 1932: Japan richtet als Folge der Mandschurei-Krise den Marionettenstaat Mandschukuo ein, mit dem früheren chinesischen Kaiser Puyi als Staatsoberhaupt.
- 1935: Das Saarland wird wieder uneingeschränkt in das Deutsche Reich eingegliedert, bleibt aber als politische Einheit erhalten.
- 1941: Bulgarien tritt dem Dreimächtepakt der Achsenmächte des Zweiten Weltkriegs bei.
- 1942: Japan vernichtet die letzten Reste der bereits am Vortag in der Schlacht in der Javasee geschlagenen alliierten ABDA-Flotte in der Schlacht in der Sundastraße im Pazifikkrieg.
- 1943: Als „Strafaktion“ nach dem Angriff sowjetischer Partisanen auf die deutsch-ungarische Garnison in Korjukiwka (Ukraine) werden nahezu alle Zivilisten des Ortes – über 6.700 Einwohner – getötet.
- 1950: Chiang Kai-shek verkündet auf Taiwan, dem Rückzugsgebiet der Kuomintang nach dem Bürgerkrieg, das Fortbestehen der Republik China.
- 1950: In London wird Klaus Fuchs, vormals am Manhattan-Projekt beteiligt, wegen Geheimnisverrats an die Sowjetunion verurteilt. Das Strafmaß wird am nächsten Tag mit 14 Jahren festgelegt.
- 1952: Nach der Besetzung und Nutzung als Bombenabwurfsplatz der Royal Air Force nach Ende des Zweiten Weltkrieges gibt Großbritannien die Insel Helgoland an Deutschland zurück.
- 1953: Josef Stalin erleidet nach einem Abendessen mit Georgi Malenkow, Nikolai Bulganin und Nikita Chruschtschow einen Schlaganfall, an dessen Folgen er vier Tage später stirbt.

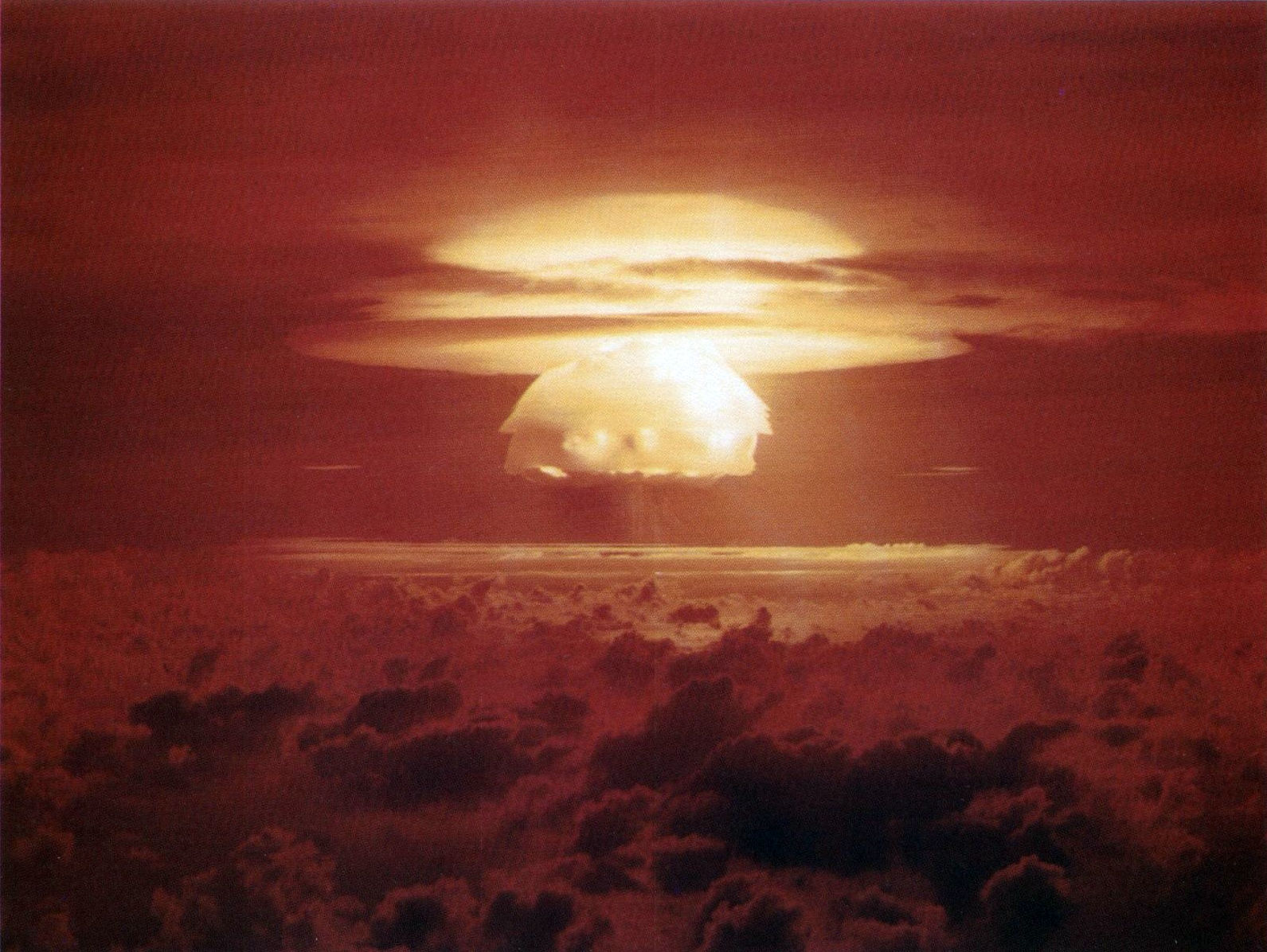
1954: Atompilz von Castle Bravo

- 1954: Durch Fehlberechnungen bei der Zündung der Wasserstoffbombe Castle Bravo auf dem Bikini-Atoll durch die USA kommt es zu radioaktivem Fallout auf der bewohnten Insel Rongelap.

1956: Logo der NVA

- 1956: In der Deutschen Demokratischen Republik werden die Nationale Volksarmee (NVA) und das Ministerium für Nationale Verteidigung gegründet.
- 1961: US-Präsident John F. Kennedy verkündet die Einrichtung des Friedenskorps, das Entwicklungsländer beim wirtschaftlichen Aufbau unterstützen soll.

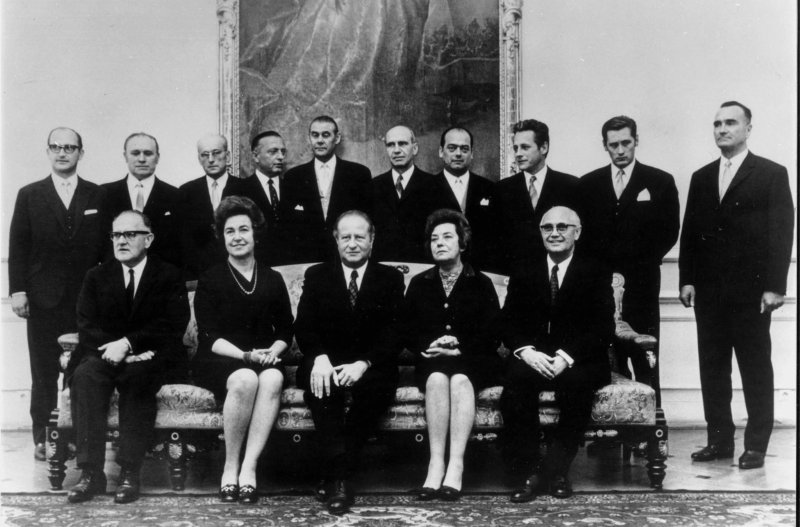
1970: Gruppenfoto des Kabinetts Kreisky I

- 1970: Bei den Nationalratswahlen in Österreich erreicht die SPÖ unter Bruno Kreisky ihr bis dahin bestes Nachkriegsergebnis und wird stärkste Partei.
- 1972: Der Lehrling Richard Epple, der ohne Führerschein und unter Alkoholeinfluss von einer Polizeistreife angehalten wird, wird nach einer Verfolgungsjagd von der Polizei erschossen, die ihn für ein RAF-Mitglied hält.
- 1979: In einem Referendum stimmen 51,6 % der Abstimmenden in Schottland für die Einrichtung eines schottischen Regionalparlaments. Die Gesetzesvorlage wird jedoch aufgrund zu geringer Wahlbeteiligung nicht umgesetzt.
- 1979: In Wales lehnen die Wähler in einem Referendum mit großer Mehrheit die Einrichtung einer eignen gewählten Versammlung für Wales ab.
- 1990: Die Verordnung der Regierung Hans Modrow über den Zivildienst in der DDR tritt in Kraft und ersetzt damit den Wehrersatzdienst als Bausoldat.
- 1990: Die kurz zuvor in Sri Lanka neu gebildete Nordostprovinz erklärt sich in einem einseitigen Akt für unabhängig.
- 1992: Die Republik Bosnien und Herzegowina erklärt nach einem umstrittenen Referendum ihre Unabhängigkeit von Jugoslawien.

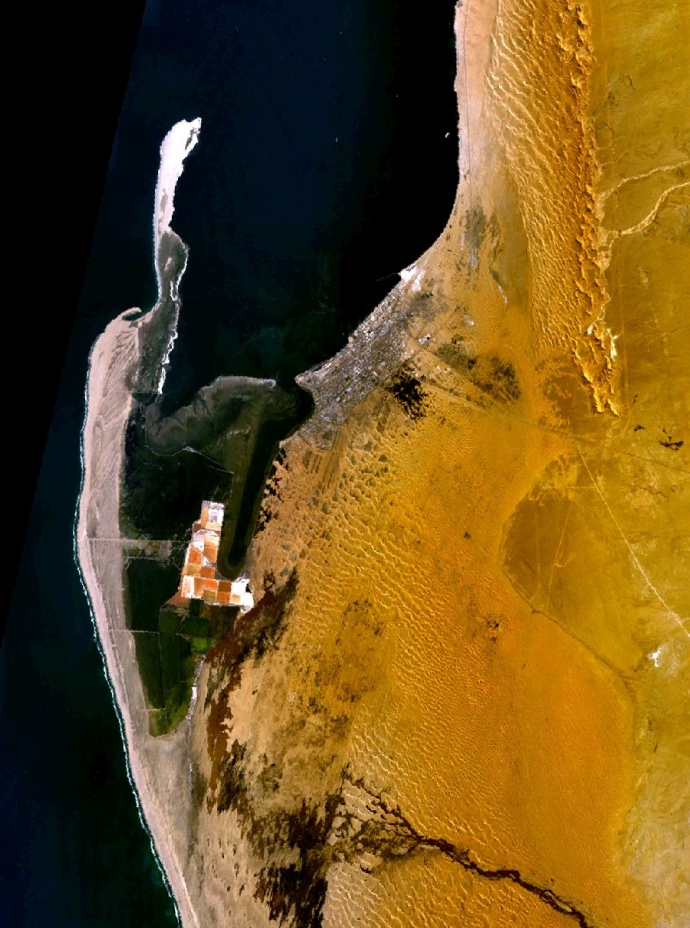
1994: Die Walvis Bay

- 1994: Südafrika tritt seine Exklave Walvis Bay und die Penguin Islands an Namibia ab.
- 1999: Die Ottawa-Konvention zur Ächtung von Antipersonenminen tritt in Kraft.
- 2000: Eine Kompanie russischer Fallschirmjäger wird während der Schlacht um Höhe 776 im Zweiten Tschetschenienkrieg von tschetschenischen Rebellen vollständig aufgerieben.
- 2002: Im Osten Afghanistans beginnt die bis zum 18. März dauernde Operation Anaconda mit dem Ziel, 500 bis 1000 dort vermutete Al-Qaida- und Taliban-Kämpfer zu töten.
- 2003: In Rawalpindi wird Chalid Scheich Mohammed von pakistanischen Sicherheitskräften festgenommen. Er steht im Verdacht, Chefplaner der Terroranschläge am 11. September 2001 gewesen zu sein.
- 2018: Als Nachfolger von Annegret Kramp-Karrenbauer, die als CDU-Generalsekretärin in die Bundespolitik wechselt, wählt der saarländische Landtag mit Tobias Hans den bisherigen Fraktionsvorsitzenden der CDU in Saarbrücken zum neuen Ministerpräsidenten.

### Wirtschaft
- 1711: Die Zeitung The Spectator erscheint mit der Erstausgabe in London.
- 1808: Das Königreich Bayern übernimmt durch einen Vertrag vom 28. Februar den Postdienst vom Haus Thurn und Taxis in eigene Verwaltung. Der Fürst erhält eine jährliche Abfindung und darf den Titel Reichs-Ober-Postmeister behalten.
- 1882: Der deutsche Kaufmann Oscar Tietz eröffnet mit Unterstützung seines Onkels Hermann Tietz in Gera sein erstes Warenhaus und legt damit den Grundstein für einen der größten deutschen Kaufhauskonzerne, die spätere Hertie Waren- und Kaufhaus GmbH.
- 1893: In Hannover erscheint die Erstausgabe der Zeitschrift Hannoverscher Anzeiger, der heutigen Hannoverschen Allgemeinen Zeitung.
- 1901: Die Wuppertaler Schwebebahn nimmt auf der ersten Teilstrecke Zoologischer Garten–Kluse den Betrieb auf.
- 1907: Als erster Automobilhersteller Japans wird die Firma Hatsudoki Seizo gegründet, die unter dem Namen Daihatsu weltweit bekannt wird.
- 1912: In Hamburg wird auf dem ersten Abschnitt der Ringbahn der Hamburger U-Bahn der planmäßige Betrieb zwischen Rathausmarkt und Barmbek aufgenommen.

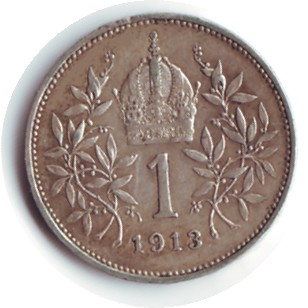
Bis 1925: Die Krone

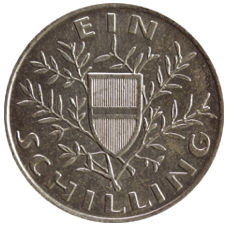
Ab 1925: Der Schilling

- 1925: In Österreich löst der Schilling die Krone als Währung ab.
- 1938: Der südkoreanische Mischkonzern Samsung wird gegründet.
- 1946: Die Bank of England wird verstaatlicht, ihre Altaktionäre werden abgefunden.
- 1947: Der Internationale Währungsfonds (IWF) nimmt seine operative Tätigkeit auf.
- 1948: Die Bank deutscher Länder wird durch Gesetz Nr. 60 der Militärregierung in Deutschland in Frankfurt am Main gegründet. Sie ist als Zentralbank die Vorläuferin der Deutschen Bundesbank.
- 1972: Die U-Bahn Nürnberg nimmt nach rund fünfjähriger Bauzeit den Betrieb auf dem ersten Abschnitt zwischen Langwasser Süd und Bauernfeindstraße auf.

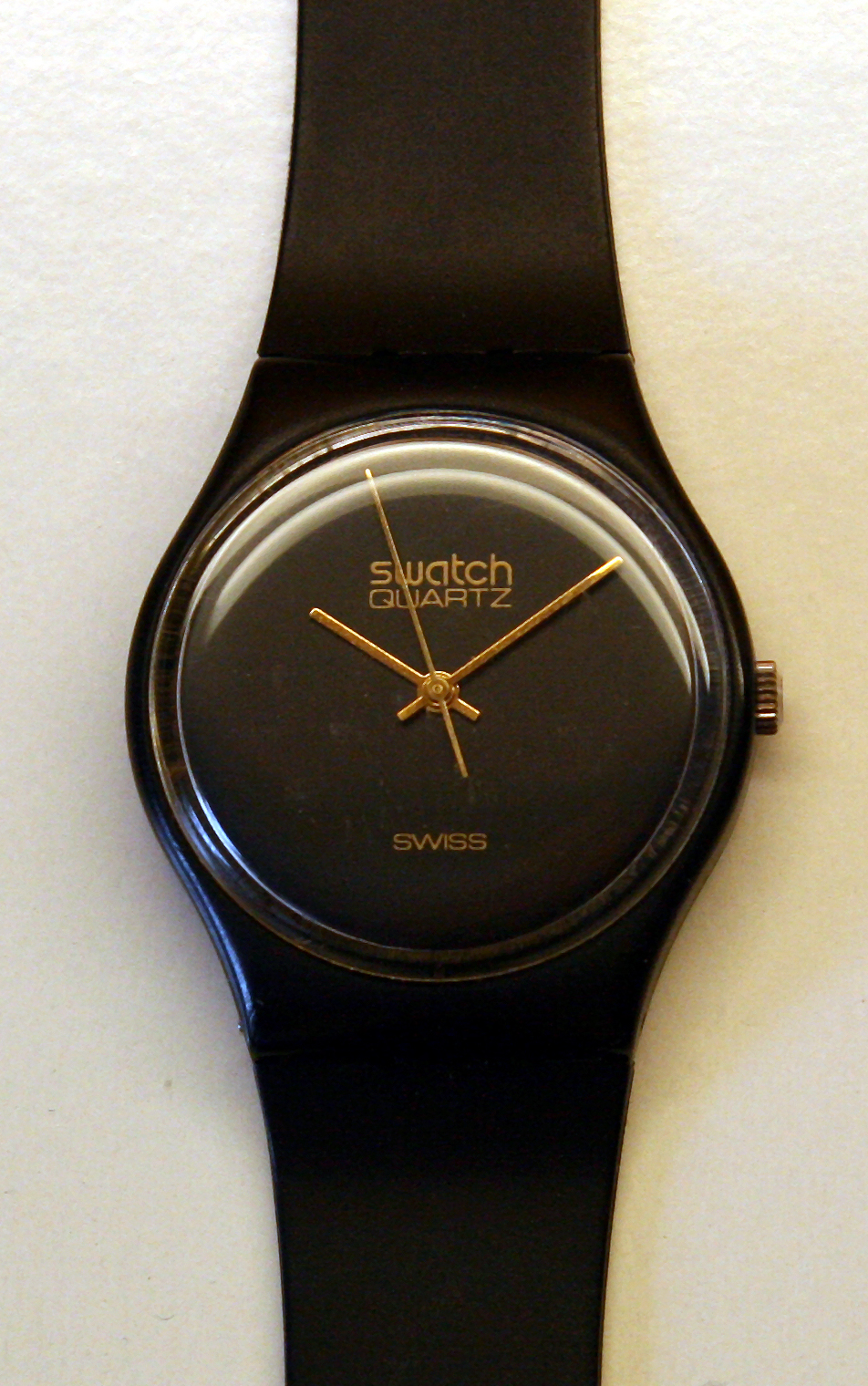
1983: Swatch GB 101 aus der ersten Serie

- 1983: Die Swatch Group AG stellt in Zürich die Swatch-Uhr vor.
- 1990: Der Ministerrat der DDR unter Hans Modrow beschließt die Gründung der Anstalt zur treuhänderischen Verwaltung des Volkseigentums, der Vorgängerin der bundesdeutschen Treuhandanstalt.
- 1997: Die Videospielkonsole Nintendo 64 wird in Europa veröffentlicht.

### Wissenschaft und Technik
- 1780: Der französische Astronom Pierre Méchain entdeckt im Sternbild Löwe zwei Spiralgalaxien, die später als Messier 65 und Messier 66 geführt werden.

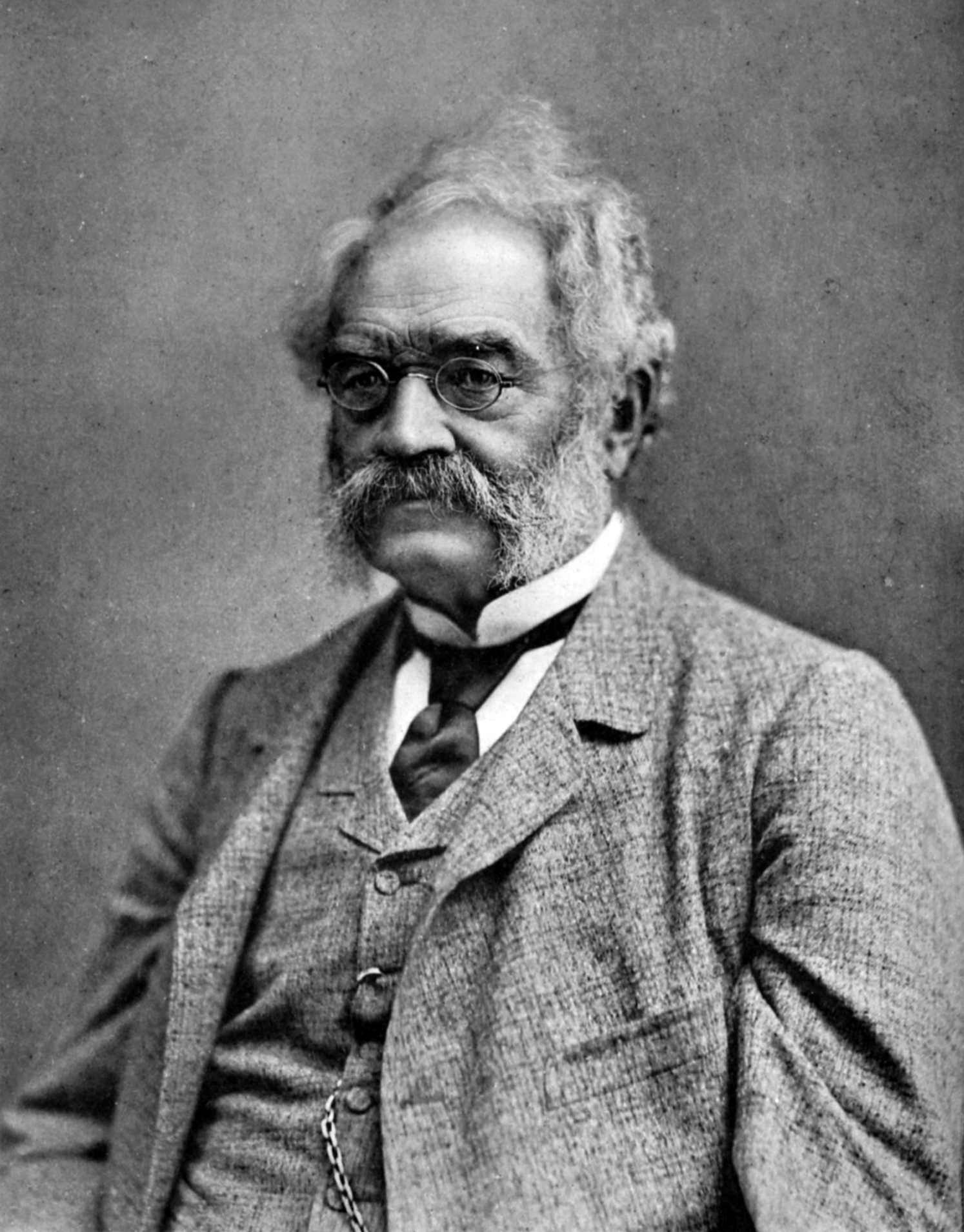
1879: Werner Siemens

- 1879: An seinem Haus installiert der Ingenieur Werner Siemens zum Zwecke der Straßenbeleuchtung eine von ihm entwickelte Kohlebogenlampe. Die Stadt Berlin stattet kurz darauf weltweit erstmals einen Straßenzug mit dieser elektrischen Lichtquelle aus.
- 1896: Bei der Entwicklung von Fotoplatten eines Versuchs zur Röntgenstrahlung entdeckt Henri Becquerel die Radioaktivität.
- 1912: Der US-Amerikaner Albert Berry springt als erster Mensch mit dem Fallschirm von einem Flugzeug ab.
- 1945: Der deutsche Testpilot Lothar Sieber kommt beim einzigen bemannten Flug des ersten senkrecht startenden Raketenflugzeugs Bachem Natter ums Leben.
- 1963: Die weltweit erste Lebertransplantation an einem Menschen nimmt der US-Chirurg Thomas E. Starzl in Denver vor.
- 1966: Das Landemodul der sowjetischen Raumsonde Venera 3 erreicht als erstes von Menschen geschaffenes Objekt den Planeten Venus, verglüht bei der Landung jedoch teilweise in der Atmosphäre.
- 1999: Bertrand Piccard und Brian Jones starten in Château-d’Oex in der Schweiz zu ihrem dritten Versuch einer Nonstopweltumrundung in ihrem Heißluftballon Orbiter 3.

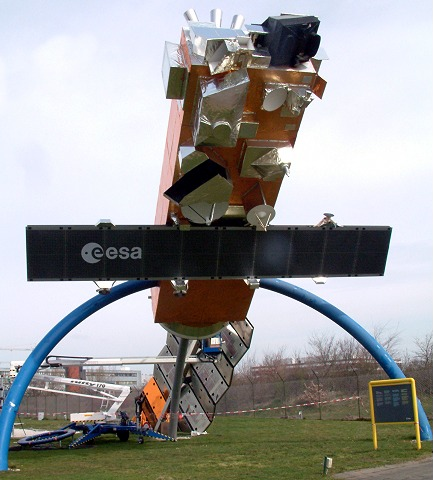
2002: Envisat, Modell

- 2002: Envisat, der bis dahin massereichste Satellit der ESA startet als Nachfolgeprojekt von ERS-1 und ERS-2 mit einer Ariane 5-Rakete in die Erdumlaufbahn.

### Kultur
- 1661: An der Hofburg in Wien erfolgt die Uraufführung der Oper Gli amori d’Apollo con Clizia von Antonio Bertali.
- 1790: Die Oper Les Brouilleries von Henri Montan Berton wird an der Opéra-Comique in Paris uraufgeführt.
- 1794: Die Oper Il Primo Navigatore von Friedrich Heinrich Himmel wird im Teatro La Fenice in Venedig uraufgeführt.

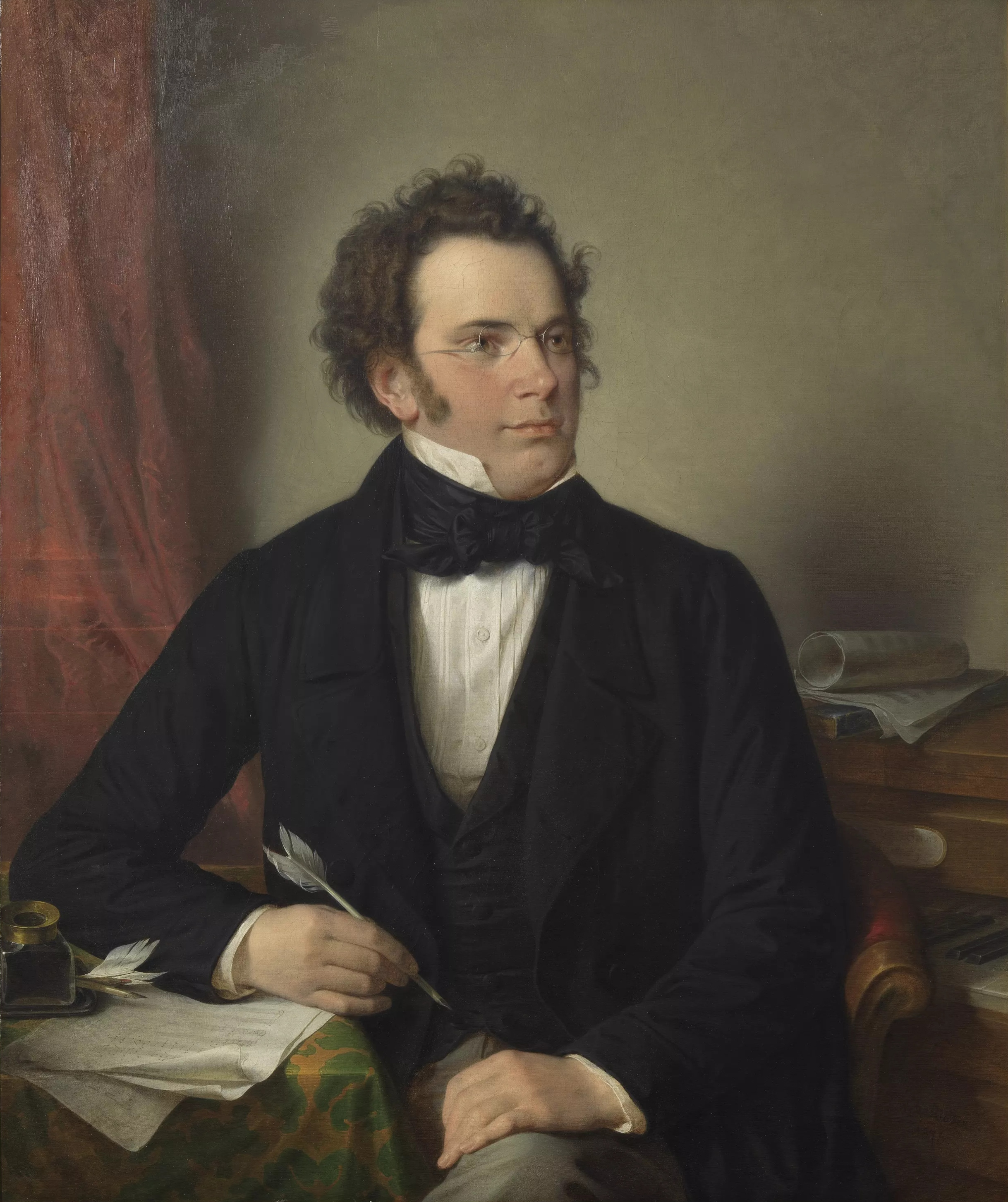
1818: Franz Schubert

- 1818: Mit der Ouvertüre im italienischen Stil wird in Wien erstmals ein Werk Franz Schuberts aufgeführt.
- 1823: In Wien wird der Volksgarten als erster Park in Hofbesitz für die Öffentlichkeit zugänglich.
- 1873: Die Operette Der Carneval in Rom von Johann Strauss wird im Theater an der Wien in Wien uraufgeführt. Der Text stammt von Joseph Braun, der Gesangstext von Richard Genée.
- 1908: Il Figlio del mare, lyrische Szenen in drei Akten von Giuseppe Cicognani, wird im Teatro La Fenice in Venedig uraufgeführt.
- 1956: Am Landestheater Linz wird die Operette Pfälzer Musikanten von Hans Striehl uraufgeführt.
- 1973: Pink Floyd veröffentlichen mit The Dark Side of the Moon eines der meistverkauften Musikalben.

### Gesellschaft
- 1692: In Salem, Massachusetts, werden Sarah Good, Sarah Osborne und die Sklavin Tituba auf Grund der Anschuldigungen der elfjährigen Abigail Williams unter dem Vorwurf der Hexerei verhaftet.
- 1932: Der zweijährige Sohn von Charles und Anne Morrow Lindbergh wird aus der Wohnung des Pilotenehepaares entführt. Am 12. Mai wird das Kind tot aufgefunden.
- 1978: In der Nacht auf den 2. März wird der Sarg des Filmkomikers Charlie Chaplin vom Schweizer Friedhof Corsier-sur-Vevey gestohlen, um Lösegeld zu erpressen.
- 2017: Als letztes nordisches Land erlaubt Finnland die gleichgeschlechtliche Ehe.

### Religion

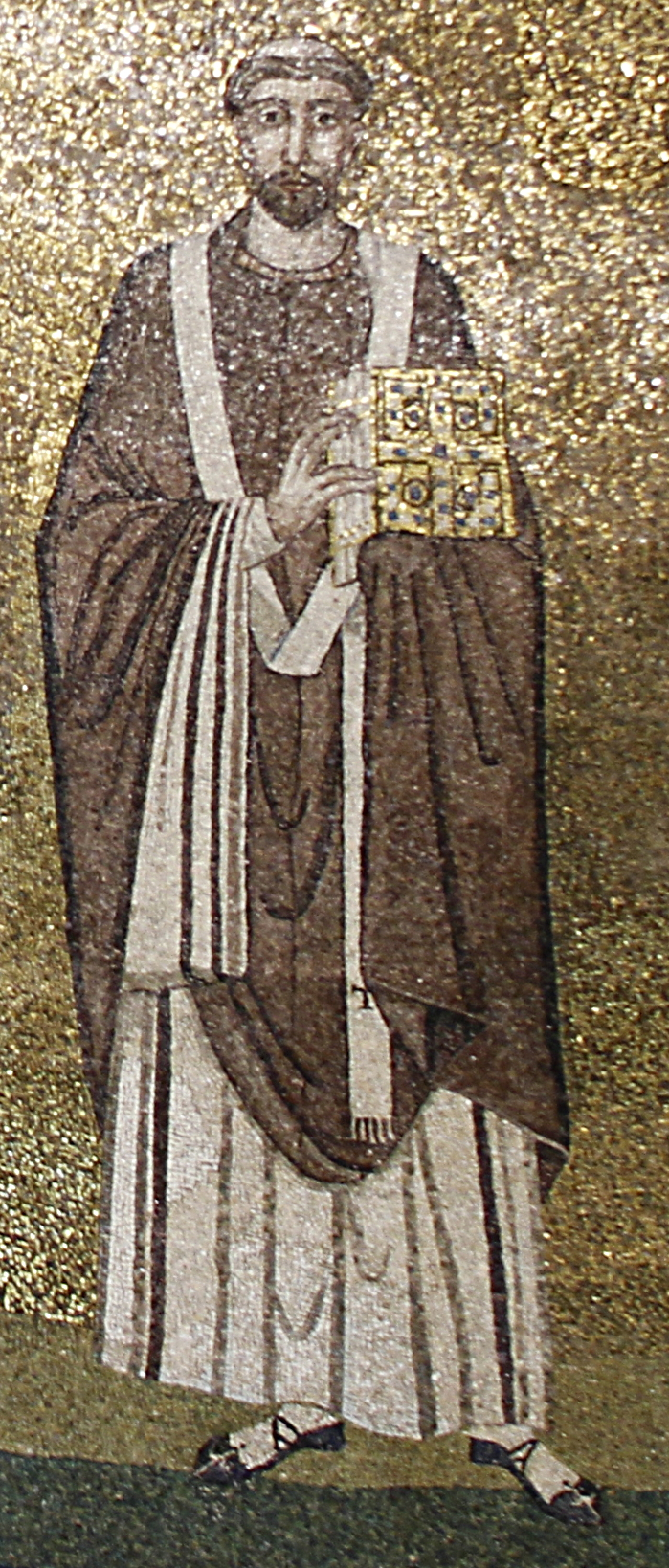
499: Papst Symmachus

- 0499: Nachdem sich der Ostgotenkönig Theoderich der Große für Papst Symmachus und gegen den Gegenpapst Laurentius ausgesprochen hat, wird Laurentius abgesetzt und erhält stattdessen das Amt des Bischofs von Nuceria Alfaterna in Kampanien.
- 0705: Johannes VII. wird zum Papst gewählt.
- 1837: Aus dem Zusammenfassen zweier katholischer Kongregationen entsteht in Frankreich die Kongregation vom Heiligen Kreuz.

### Katastrophen
- 1694: Bei einem schweren Sturm sinken vor Gibraltar sieben englische Kriegsschiffe eines Flottenverbands unter Konteradmiral Sir Francis Wheeler, darunter das Flaggschiff Sussex, das vermutlich eine geheime Fracht von zehn Tonnen Gold oder 100 Tonnen Silber transportiert, sowie zwei weitere Linienschiffe, die Cambridge und die Lumley Castle. Zu den 823 Opfern der Katastrophe gehört auch Konteradmiral Wheeler.

Kleinere Unglücksfälle sind in den Unterartikeln von Katastrophe und in der Liste von Katastrophen aufgeführt.

### Natur und Umwelt

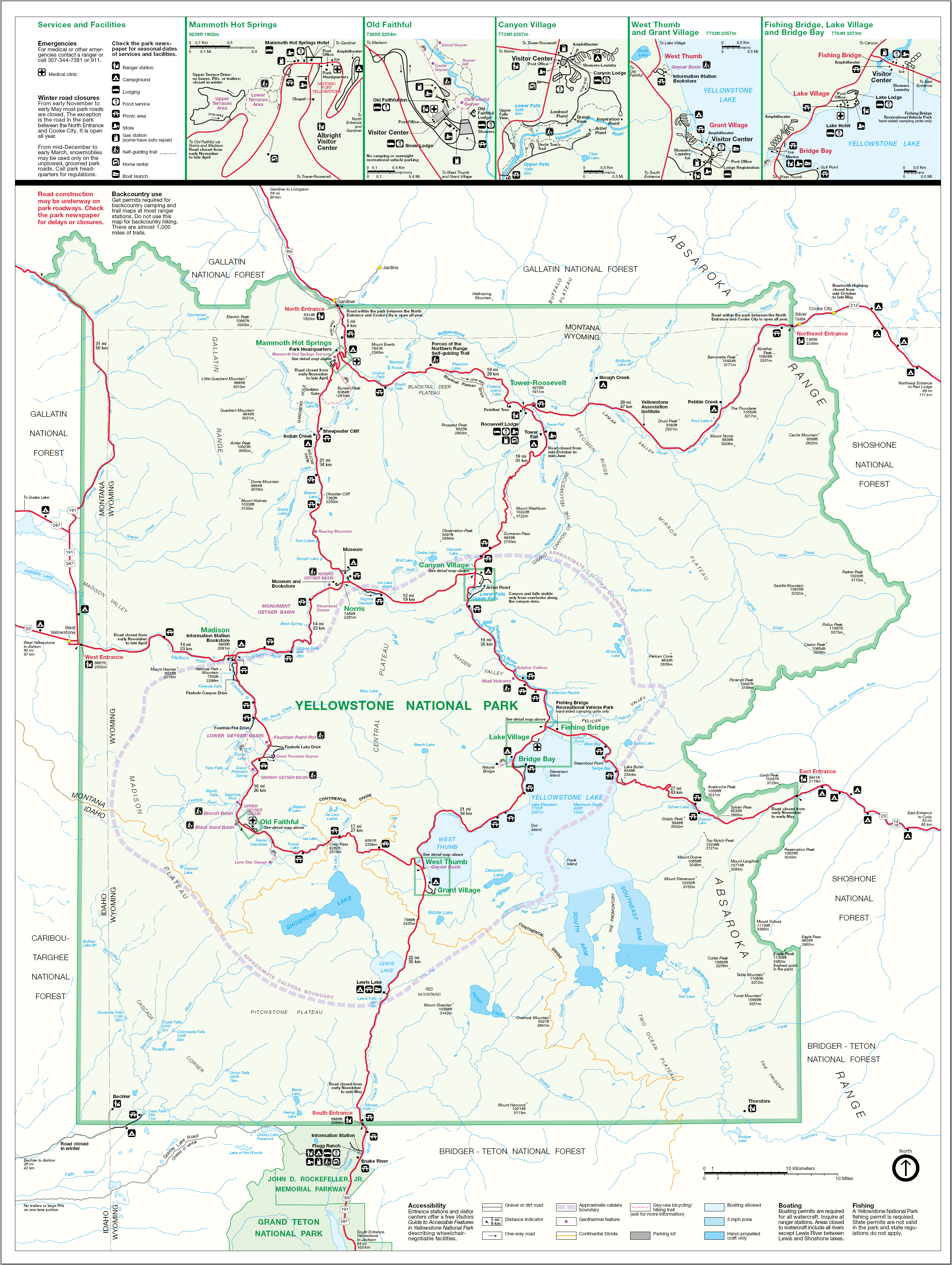
1872: Der Yellowstone Nationalpark

- 1872: Durch die Unterschrift von US-Präsident Ulysses S. Grant wird der Yellowstone-Nationalpark in den USA kraft Gesetz als erster Nationalpark der Welt geschaffen.
- 1920: Der Nationalpark Vadvetjåkka, der nördlichste Nationalpark in Schweden, wird ausgewiesen.
- 2015: In Rheinland-Pfalz und dem Saarland wird der Nationalpark Hunsrück-Hochwald ausgewiesen.

### Sport
- 1911: Der Sächsische Bergsteigerbund, der größte sächsische Sportverband, wird in Dresden gegründet.
- 2003: Roy Jones jr. gewinnt seinen Boxkampf, und damit die Weltmeisterschaft im Schwergewicht gegen John Ruiz.

Einträge von Leichtathletik-Weltrekorden befinden sich unter der jeweiligen Disziplin unter Leichtathletik.

## Geboren

### Vor dem 18. Jahrhundert
- 0040: Martial, römischer Dichter
- 0625: al-Hasan ibn ʿAlī, Sohn von ʿAlī ibn Abī Tālib und Fatima bint Muhammad bzw. Enkel des Propheten Mohammed, zweiter Imam der Schiiten
- 1105: Alfons VII., König von Galicien sowie León und Kastilien
- 1261: Hugh le Despenser, 1. Earl of Winchester, englischer Magnat, Diplomat und Militär
- 1325: Gidō Shūshin, japanischer Dichter und Schriftsteller sowie buddhistischer Mönch
- 1389: Antonio Pierozzi, Florentiner Theologe, Prior von San Marco, Erzbischof von Florenz

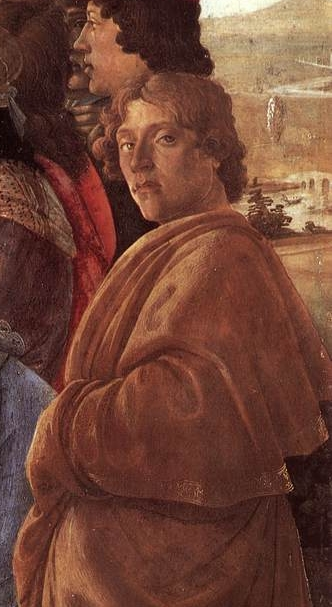
Sandro Botticelli (* 1445)

- 1445: Sandro Botticelli, italienischer Maler und Zeichner der frühen Renaissance
- 1456: Vladislav II., König von Böhmen, Ungarn, Kroatien und Slowenien
- 1519: Petrus Vincentius deutscher Rhetoriker, Ethiker, Dialekt und Pädagoge
- 1547: Rudolf Goclenius der Ältere, deutscher Professor für Philosophie, Ethik und Physik
- 1552: Anna von Jülich-Kleve-Berg, Pfalzgräfin bei Rhein zu Neuburg
- 1567: Jacob van Heemskerk, niederländischer Admiral, Kapitän der Niederländischen Ostindienkompanie
- 1576: Friedrich von Fürstenberg, kurkölnischer Landdrost im Herzogtum Westfalen
- 1593: Francesco Carretto de Grana, kaiserlicher Feldmarschall, Kämmerer, Hofkriegsrat und Botschafter
- 1593: Franz Wilhelm von Wartenberg, Kardinal, Fürstbischof von Osnabrück und Regensburg sowie kurkölnischer Premierminister
- 1595: Menno Hanneken, deutscher lutherischer Theologe
- 1596: Friedrich von Sachsen-Weimar, deutscher Adeliger, Obrist im Dreißigjährigen Krieg
- 1610: Johann Balthasar Schupp, deutscher satirischer Schriftsteller und geistlicher Lyriker
- 1613: Konrad Post, deutscher evangelischer Geistlicher
- 1615: Henry Frederick Thynne, 1. Baronet, englischer Adeliger
- 1656: Hans Heinrich von Ahlefeldt, Herr auf Gut Seestermühe
- 1657: Samuel Werenfels, Schweizer reformierter Theologe
- 1661: Franz Köck, österreichischer Orgelbauer

### 18. Jahrhundert
- 1701: Johann Jakob Breitinger, Schweizer Philologe und Autor
- 1701: Ignatz Anton von Weiser, Dramatiker, Mundartdichter und Bürgermeister von Salzburg
- 1717: Catharina Helena Dörrien, deutsche Botanikerin und Erzieherin
- 1721: Juan Crespí, spanischer Franziskaner und Missionar
- 1730: Anton Wilhelm Tischbein, deutscher Maler
- 1732: William Cushing, US-amerikanischer Jurist und Politiker
- 1735: Jean Pierre Erman, deutscher Historiker

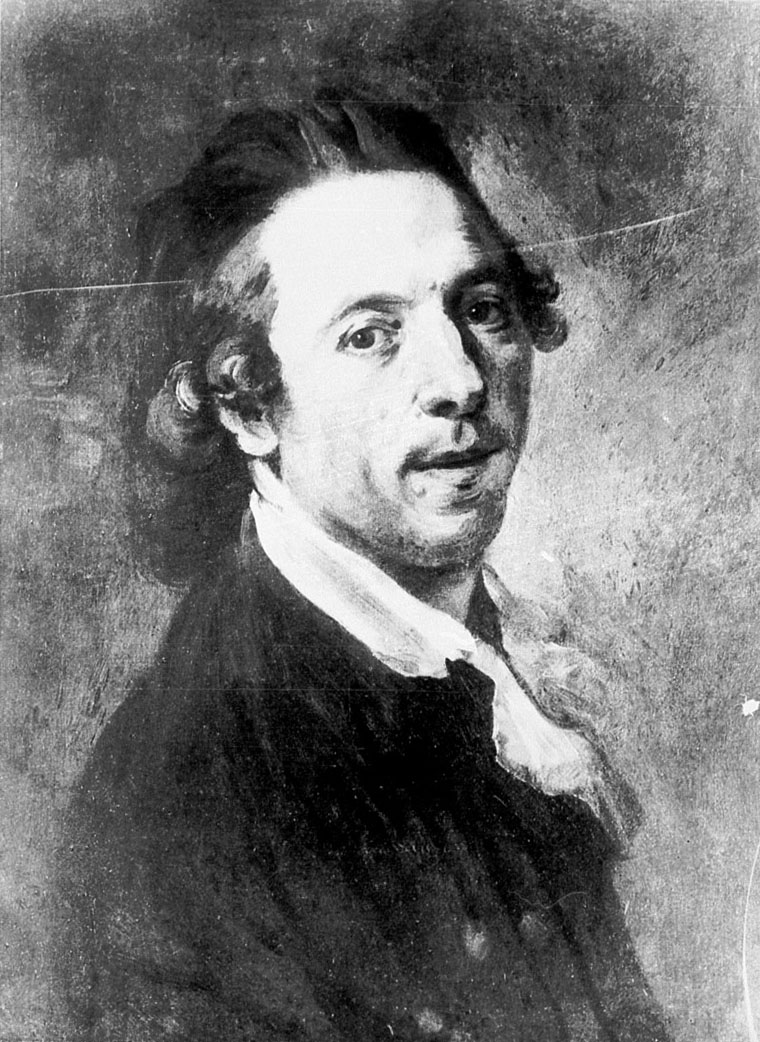
Johann Georg Edlinger (* 1741)

- 1741: Johann Georg Edlinger, österreichischer Maler
- 1744: Étienne Lenoir, französischer Instrumentenbauer
- 1753: Leopold Heinrich Wilhelm Lentze war ein deutscher Geistlicher
- 1757: Katharina Kest, Reichsgräfin von Ottweiler, Herzogin von Dillingen und Fürstin von Nassau-Saarbrücken
- 1760: François-Nicolas-Léonard Buzot, französischer Revolutionär
- 1768: Pierre Coudrin, französischer Priester und Ordensgründer
- 1769: François Séverin Marceau, General der französischen Republik
- 1781: Friedrich Rühs, deutscher Historiker
- 1790: Emil André, deutscher Forstmann
- 1790: Heinrich XIX., Fürst Reuß zu Greiz
- 1796: Gregor Rihar, slowenischer Komponist
- 1797: Gerhardus Marthinus Maritz, burischer Unternehmer und Voortrekker-Anführer
- 1797: Lodewijk Gerard Visscher, niederländischer Literaturwissenschaftler und Historiker
- 1799: Alexei Nikolajewitsch Werstowski, russischer Komponist

### 19. Jahrhundert

#### 1801–1850
- 1801: Henriette Davidis, deutsche Köchin und Kochbuchautorin
- 1804: Franz Hanfstaengl, deutscher Maler, Lithograph und Fotograf
- 1804: Klara Wendel, Schweizer Heimatlose und „Räuberkönigin“
- 1807: Wilford Woodruff, US-amerikanischer Geistlicher, vierter Präsident der Kirche Jesu Christi der Heiligen der Letzten Tage

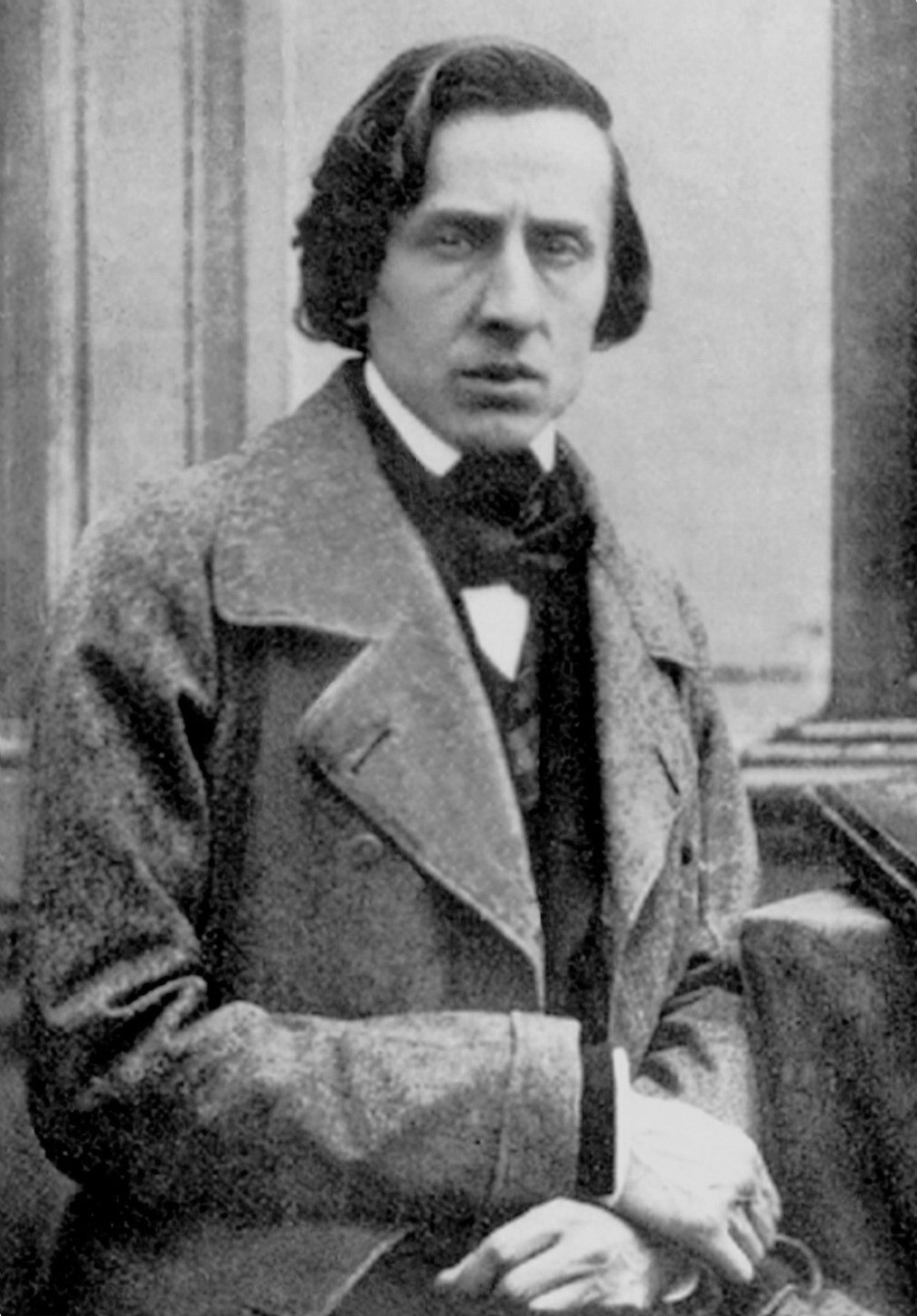
Frédéric Chopin (* 1810)

- 1810: Frédéric Chopin, geboren am 22. Februar oder 1. März, polnischer Komponist und Pianist
- 1816: Kawatake Mokuami, japanischer Kabuki-Autor
- 1817: Giovanni Dupré, italienischer Bildhauer
- 1818: Johann Rudolf von Toggenburg, Schweizer Jurist und Politiker
- 1819: Heinrich Adolf von Bardeleben, deutscher Mediziner
- 1820: Rudolf Buchheim, deutscher Begründer der Pharmakologie als selbstständige experimentelle Wissenschaft
- 1821: Joseph Hubert Reinkens, deutscher katholischer Theologe, erster Bischof der Alt-Katholischen Kirche in Deutschland
- 1824: Hermann Dreymann, deutscher Orgelbauer
- 1828: John Gould Stephenson,  US-amerikanischer Mediziner, Leiter der Library of Congress
- 1832: Ludwig Franzius, deutscher Wasserbauingenieur
- 1832: Friedrich Grützmacher, deutscher Cellist und Komponist

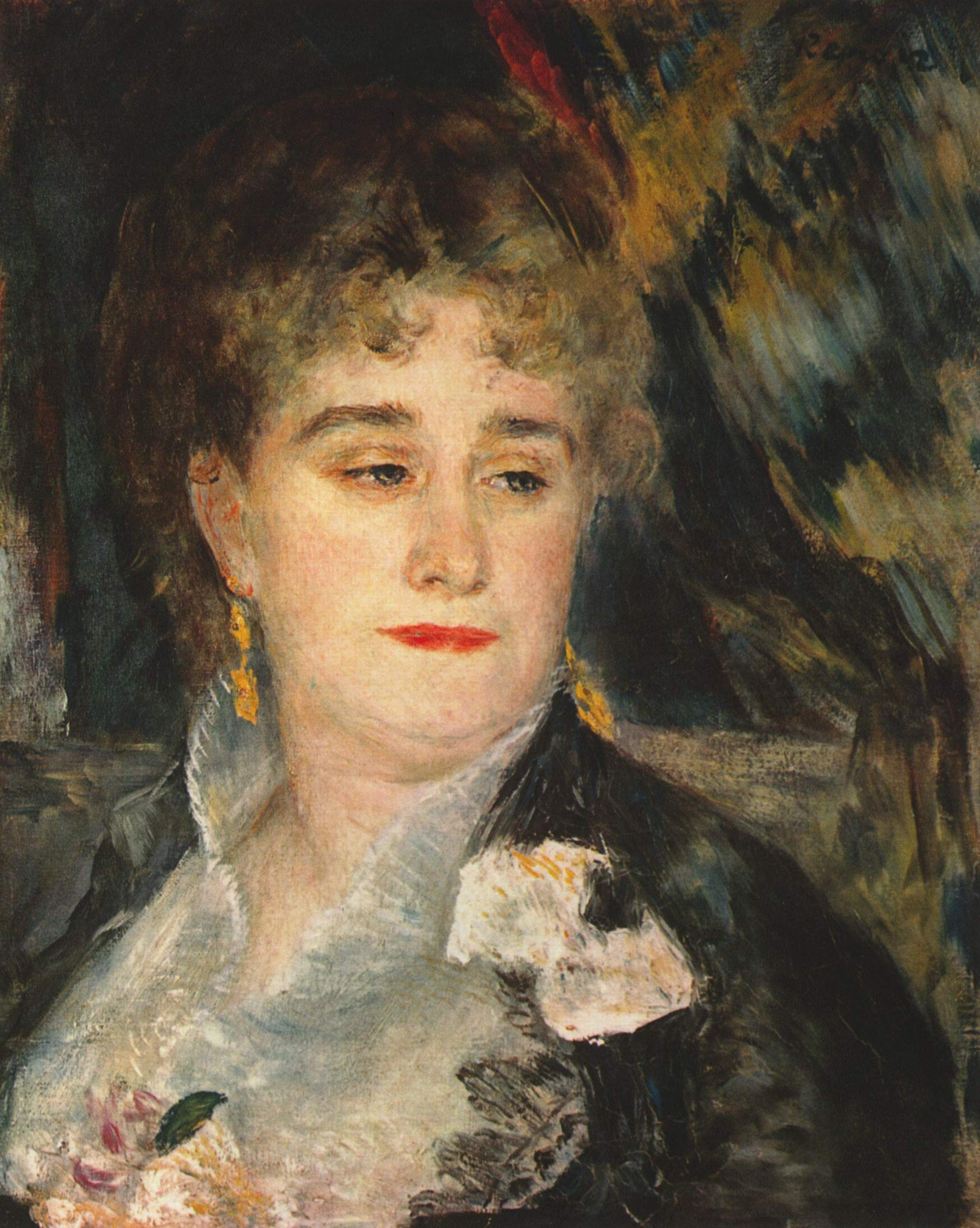
Marguerite Charpentier (* 1848)

- 1832: Josef Matras, österreichischer Schauspieler und Volkssänger
- 1834: Charlotte Wolter, deutsche Schauspielerin
- 1835: Ebenezer Prout, englischer Musiktheoretiker, Musikpädagoge und Komponist
- 1837: Georg Ebers, deutscher Ägyptologe und Schriftsteller
- 1837: William Dean Howells, US-amerikanischer Schriftsteller
- 1841: Blanche Bruce, US-amerikanischer Politiker
- 1841: Romualdo Marenco, italienischer Musiker und Komponist
- 1842: Rafael Guastavino, spanischer Architekt und Baumeister
- 1842: Wilhelm Jordan, deutscher Geodät und Mathematiker
- 1846: Josef Aigner, deutscher Kaufmann und Politiker
- 1848: Marguerite Charpentier, französische Kunstsammlerin und Salonnière

#### 1851–1900
- 1852: Théophile Delcassé, französischer Politiker, Kriegs- und Außenminister

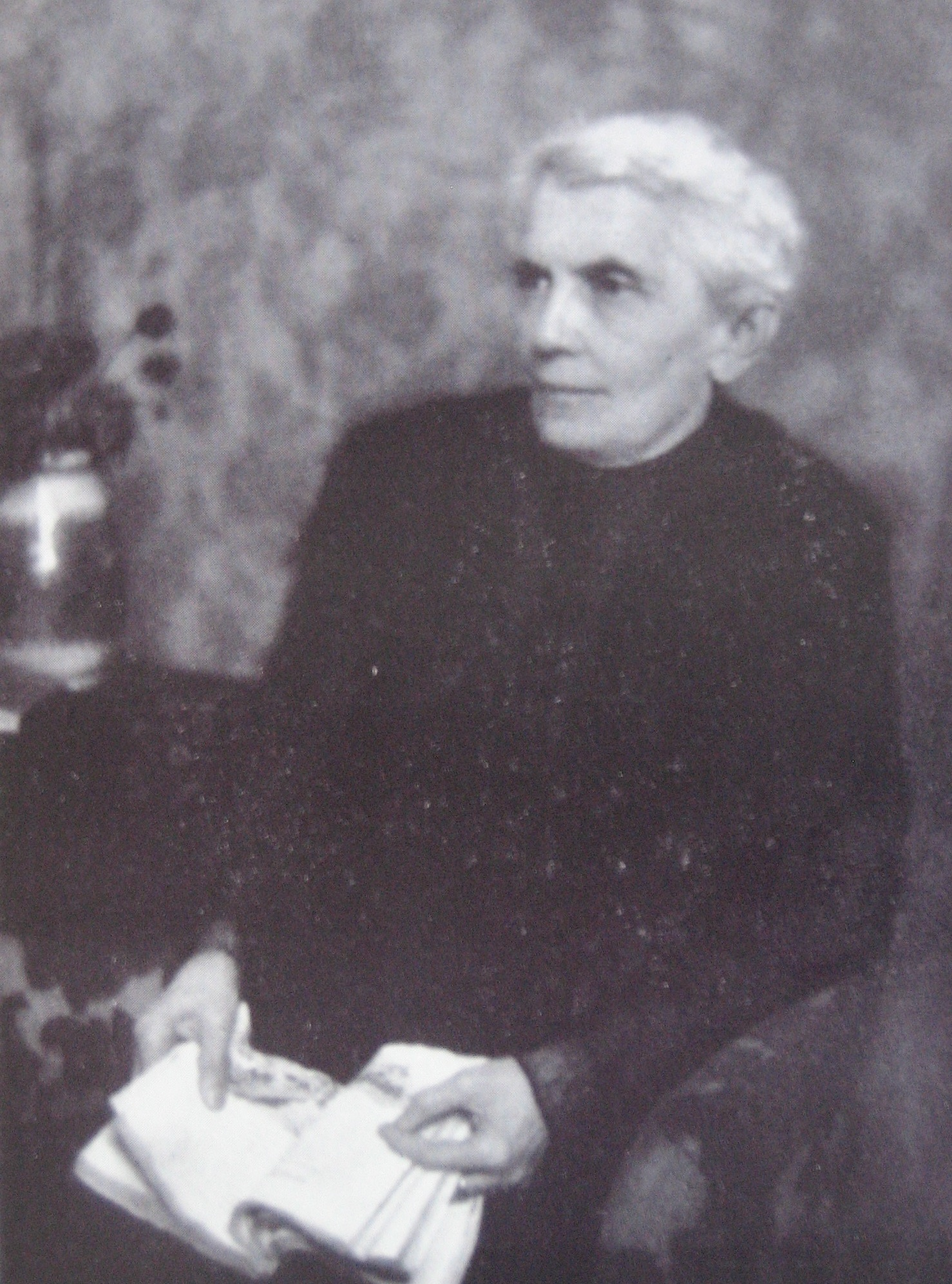
Meta von Salis (* 1855)

- 1855: Meta von Salis, erste Historikerin der Schweiz, Frauenrechtlerin, Philosophin und Brieffreundin von Friedrich Nietzsche
- 1858: Jan de Vries, niederländischer Mathematiker
- 1858: Georg Simmel, deutscher Soziologe und Kulturphilosoph
- 1859: Georg Arnhold, deutscher Bankier und Pazifist
- 1864: Rudolf Achleitner, österreichischer Kapellmeister und Komponist
- 1864: Alfred Gotthold Meyer, deutscher Professor für Geschichte des Kunstgewerbes
- 1867: Konrad Agahd, deutscher Schriftsteller, Pädagoge und Journalist
- 1868: Sophie Chotek von Chotkowa, böhmische Adelige, Ehefrau des österreichischen Thronfolgers Franz Ferdinand
- 1868: Adolfo Wildt, italienischer Bildhauer
- 1870: Wilhelm Bruckner, Schweizer Germanist und Linguist
- 1871: Ferdinand Andri, österreichischer Maler und Grafiker
- 1871: Oskar Heinroth, deutscher Ornithologe und Leiter des Berliner Aquariums
- 1871: Ernst Leitz II, deutscher Unternehmer (Leica)
- 1875: Sigurður Eggerz, isländischer Politiker, Premier- und Finanzminister
- 1876: Henri de Baillet-Latour, belgischer Aristokrat, Präsident des Internationalen Olympischen Komitees (IOC)
- 1876ː Minna Krasa, Pionierin der österreichischen Arbeiterinnenbewegung
- 1876: Arthur Ruppin, deutscher jüdischer Soziologe und Zionist, und Wegbereiter der Gründung von Tel Aviv
- 1878: Gabriel Dupont, französischer Komponist
- 1879: Robert Daniel Carmichael, US-amerikanischer Mathematiker
- 1879: Aleksandar Stambolijski, bulgarischer Politiker
- 1880: Albert Alain, französischer Organist und Komponist
- 1880: Manfred Kyber, deutscher Autor von Tiergeschichten
- 1880: Lytton Strachey, britischer Biograph, Kritiker und Schriftsteller
- 1881: Léon Derny, französischer Autorennfahrer
- 1882: Wilhelm Schomburgk, deutscher Jurist und Bankier
- 1884: Maria Assunta Arbesser von Rastburg, österreichische Malerin und Holzplastikerin
- 1884: Erich Cohn, deutscher Schachspieler
- 1885: Lionel Atwill, US-amerikanischer Film- und Theaterschauspieler
- 1885: Jürgen Fehling, deutscher Theaterregisseur und Schauspieler

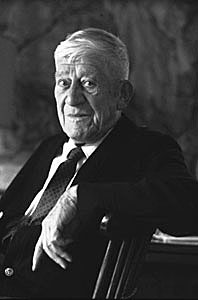
Oskar Kokoschka (* 1886)

- 1886: Oskar Kokoschka, österreichischer Maler, Grafiker und Schriftsteller des Expressionismus und der Wiener Moderne
- 1886: Hans Stieber, deutscher Dirigent, Komponist und Geiger
- 1887: Pavel Argeyev, französisch-russischer Jagdflieger
- 1888: Josef Brendle, deutscher akademischer Kunstmaler
- 1888: Robert Petschow, deutscher Ballonfahrer und Fotograf
- 1889: Okamoto Kanoko, japanische Schriftstellerin
- 1889: Max Terpis, Schweizer Tänzer, Choreograf, Regisseur und Psychologe
- 1890: Theresa Bernstein, US-amerikanische Künstlerin
- 1890: Heinz Hilpert, deutscher Schauspieler und Theaterregisseur
- 1890: Benito Quinquela Martín, argentinischer Maler
- 1891: Rudolphina Menzel, israelische Kynologin
- 1892: Georg Bernhardt, deutscher Autor von Schachkompositionen
- 1892: Karl-Axel Kullerstrand, schwedischer Hochspringer
- 1892: Akutagawa Ryūnosuke, japanischer Dichter und Schriftsteller
- 1893: Mercedes de Acosta, US-amerikanische Schriftstellerin, Modedesignerin
- 1893: Edlef Köppen, deutscher Schriftsteller und Rundfunkredakteur
- 1894: José Antonio Benton, deutscher Rechtsanwalt und Schriftsteller
- 1894: Hans Orlowski, deutscher Maler und Holzschneider
- 1896: Rudolf Anthes, deutscher Ägyptologe
- 1896: Dimitri Mitropoulos, griechisch-US-amerikanischer Dirigent
- 1897: Shoghi Effendi, Oberhaupt der Bahai-Gemeinde
- 1898: Wilhelm Pramme, deutscher Maler, Harzmaler und Mitglied der Künstlerkolonie Wernigerode
- 1899: Erich von dem Bach-Zelewski, deutscher General der SS und der Polizei, Befehlshaber der Niederschlagung des Warschauer Aufstands
- 1899: Alphonse de Burnay, portugiesischer Autorennfahrer

### 20. Jahrhundert

#### 1901–1925
- 1901: Tommy Jarrell, US-amerikanischer Fiddle- und Banjospieler und Sänger
- 1902:  Charlotte Pluquet-Dziekan, deutsche Malerin
- 1903: Herbert Kriedemann, deutscher Politiker, MdL, MdB, MdEP
- 1904: Bogdan Kobulow, sowjetischer Militär und Politiker

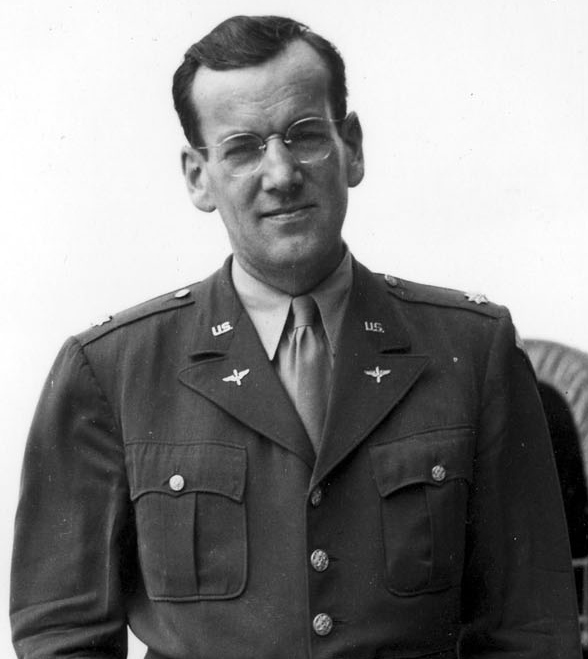
Glenn Miller (* 1904)

- 1904: Glenn Miller, US-amerikanischer Jazz-Posaunist, Bandleader, Komponist und Arrangeur
- 1905: Lotte Denkhaus, deutsche Schriftstellerin und Kirchenlieddichterin
- 1905: Kurt Diedrich, deutscher Schulmann und Sachbuchautor
- 1906: Camilla Spira, deutsche Schauspielerin
- 1907: Béla Barényi, österreichisch-deutscher Automobil-Konstrukteur, Mitbegründer der passiven Sicherheit im Automobilbau
- 1908: Kikuta Kazuo, japanischer Dramatiker und Schauspieler
- 1908: Heinz Pauels, deutscher Komponist
- 1909: René Gardi, Schweizer Reiseschriftsteller
- 1910: Mapy Cortés, puerto-ricanische Schauspielerin
- 1910: Archer J. P. Martin, britischer Biochemiker, Nobelpreisträger
- 1910: David Niven, britischer Schauspieler

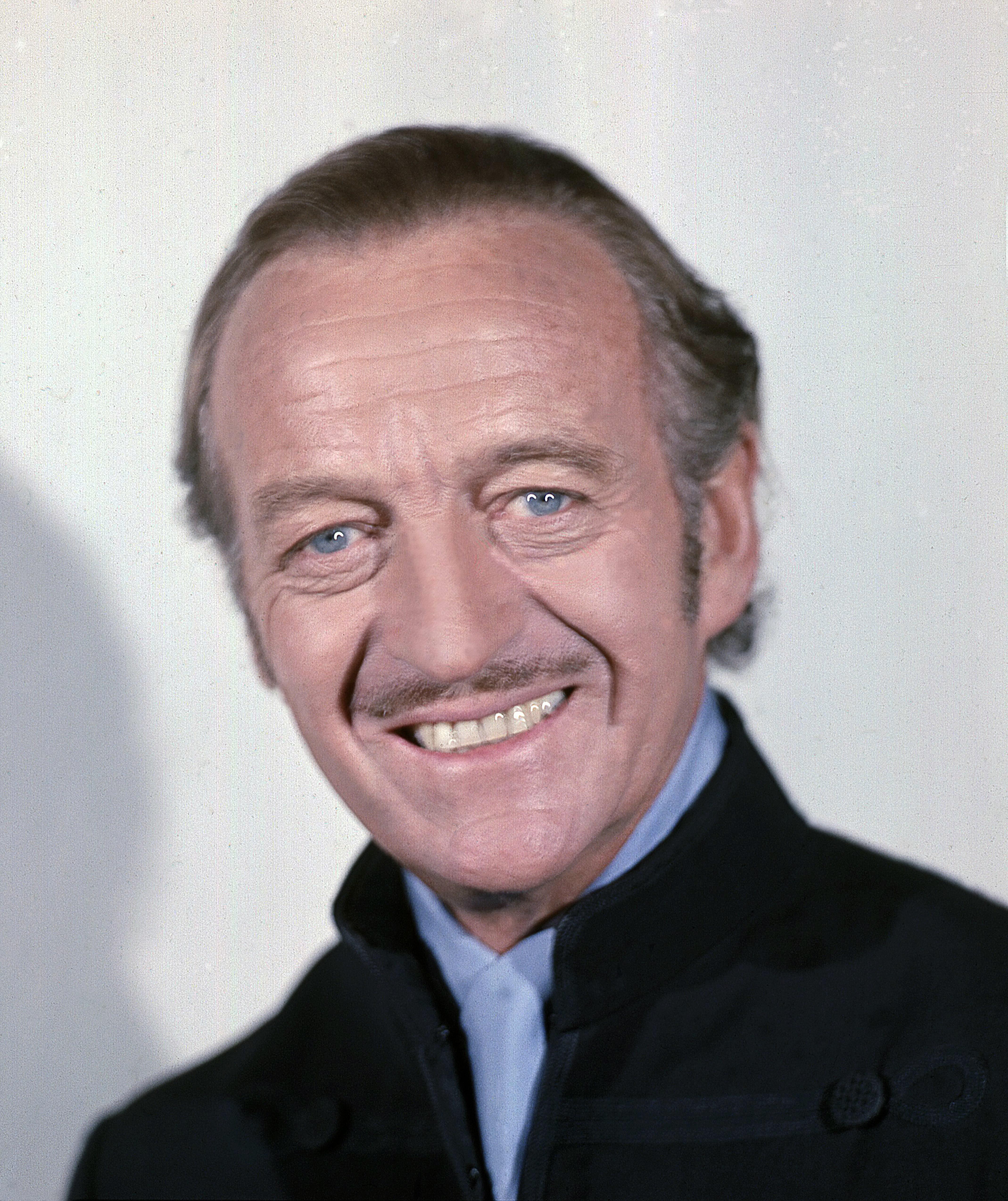
David Niven (* 1910)

- 1910: Erika Streit, Schweizer Malerin, Grafikerin und Zeichnerin
- 1911: Harry Golombek, britischer Großmeister im Schach
- 1911: Joachim Ruoff, deutscher SS-Angehöriger, Erster Generalstabsoffizier des SS-Führungshauptamtes
- 1912: Mario Genta, italienischer Fußballspieler, Weltmeister
- 1912: Walter Davis, US-amerikanischer Blues-Musiker
- 1913: Nathan Bor, US-amerikanischer Boxer, Olympiamedaillengewinner
- 1913: Hans Schwartz, deutscher Fußballspieler

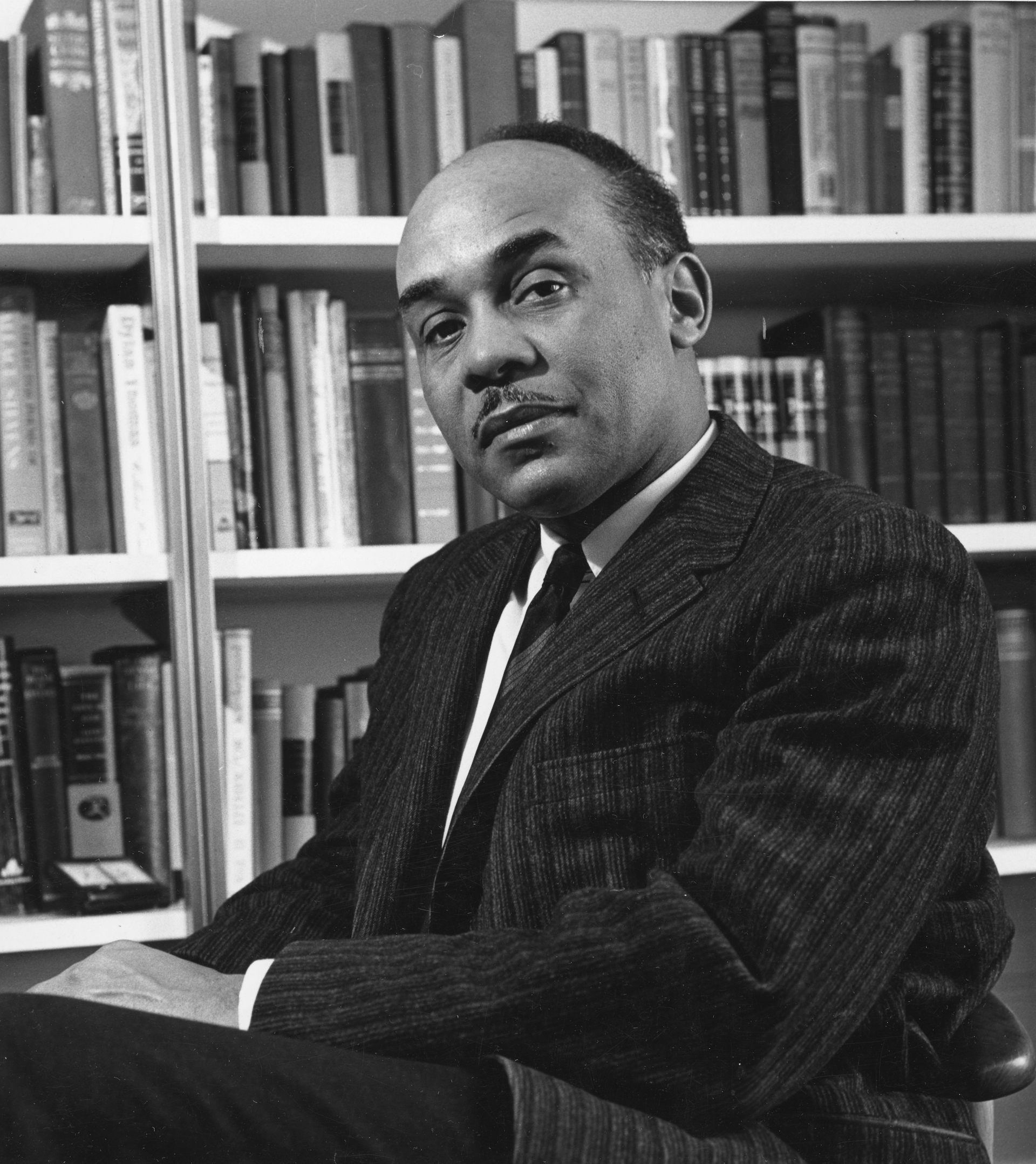
Ralph Ellison (* 1914)

- 1914: Ralph Ellison, US-amerikanischer Autor
- 1914: Gustl Gstettenbaur, deutscher Schauspieler
- 1915: Gianni Leoni, italienischer Motorradrennfahrer
- 1916: Krystyna Feldman, polnische Schauspielerin
- 1916: Willi Lindlar, deutscher Kommunalpolitiker
- 1917: Robert Lowell, US-amerikanischer Dichter
- 1917: Cliffie Stone, US-amerikanischer Country-Musiker, Moderator und Produzent
- 1918: Franz Becker, deutscher Fußballspieler
- 1918: Hermann Biechele, deutscher Pädagoge und Politiker, MdB
- 1918: Marie-Louise Berneri, italienische Autorin und Anarchistin
- 1918: João Goulart, brasilianischer Politiker, Staatspräsident
- 1918: Adrian Warburton, britischer Militärpilot
- 1919: Alfred Goodman, deutsch-US-amerikanischer Komponist, Musikwissenschaftler und Pianist
- 1919: Ludwig Volkholz, deutscher Politiker, MdL, MdB
- 1920: Simon Ignatius Pimenta, indischer Geistlicher, Erzbischof von Bombay, Kardinal
- 1921: Jack Clayton, britischer Filmregisseur
- 1921: Terence Cooke, US-amerikanischer Geistlicher, Erzbischof von New York, Kardinal
- 1922: William Maxwell Gaines, US-amerikanischer Herausgeber von Comic-Serien, Gründer des MAD-Magazins
- 1922: Albert Leicht, deutscher Politiker, MdB, Parlamentarischer Staatssekretär

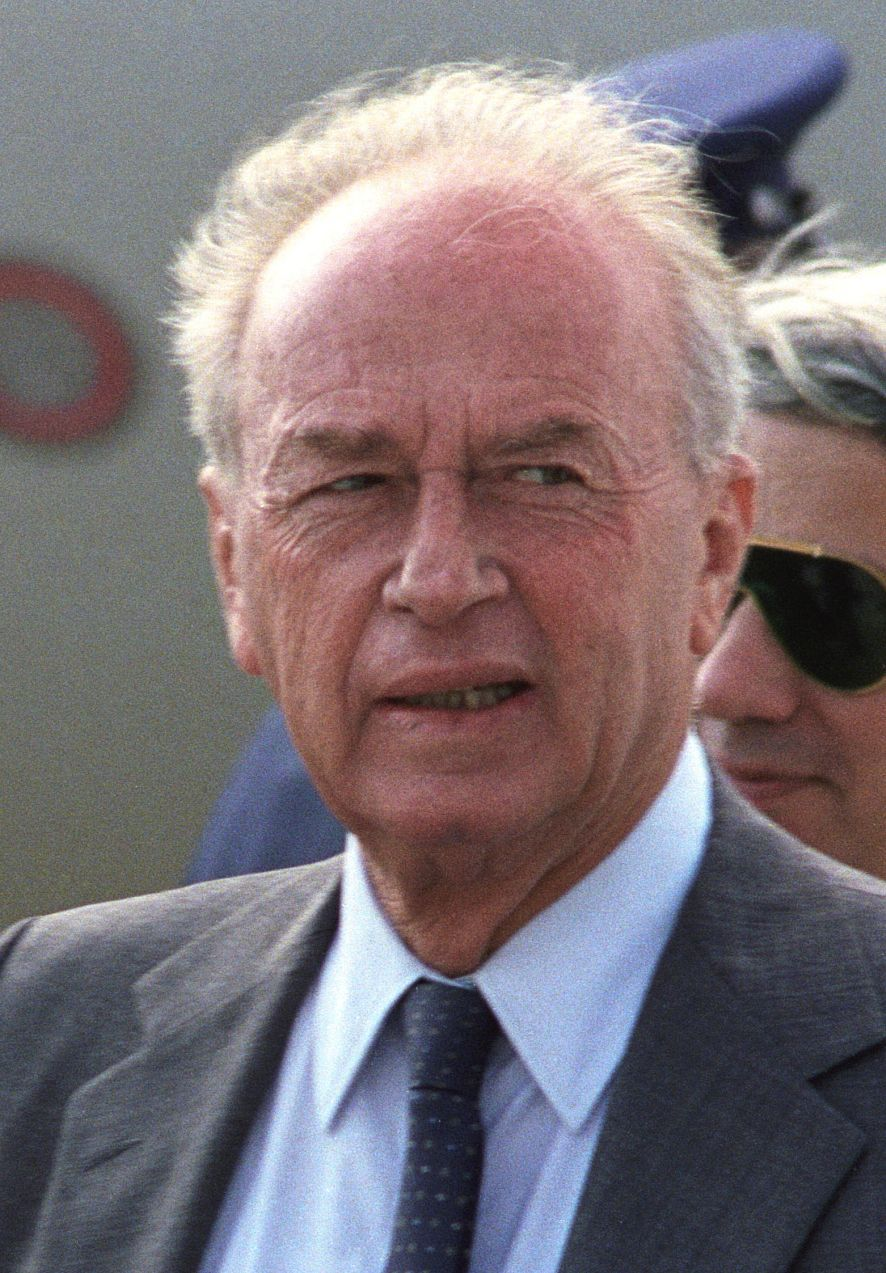
Jitzchak Rabin (* 1922)

- 1922: Jitzchak Rabin, israelischer Militär, Diplomat und Politiker, Minister, Ministerpräsident, Friedensnobelpreisträger
- 1923: Charles Cyroulnik, französischer Geiger
- 1924: Daniel Casriel, US-amerikanischer Arzt, Psychiater und Psychoanalytiker
- 1924: Deke Slayton, US-amerikanischer Astronaut
- 1925ː Maria Bobu, rumänische Politikerin (PCR)
- 1925: Alexandre do Nascimento, angolanischer Geistlicher, Erzbischof von Luanda, Kardinal

#### 1926–1950
- 1926: Robert Clary, französischer Schauspieler
- 1926: Ernst-Ulrich von Kameke, deutscher Kirchenmusiker und Komponist
- 1926: Claude Landini, Schweizer Basketballspieler
- 1926: Pete Rozelle, US-amerikanischer Sport-Funktionär
- 1927: George Ogden Abell, US-amerikanischer Astronom
- 1927: Óscar Almirón, argentinischer Ruderer
- 1927: Rudi Arndt, deutscher Politiker, Oberbürgermeister von Frankfurt a. M., MdL, Landesminister, MdEP

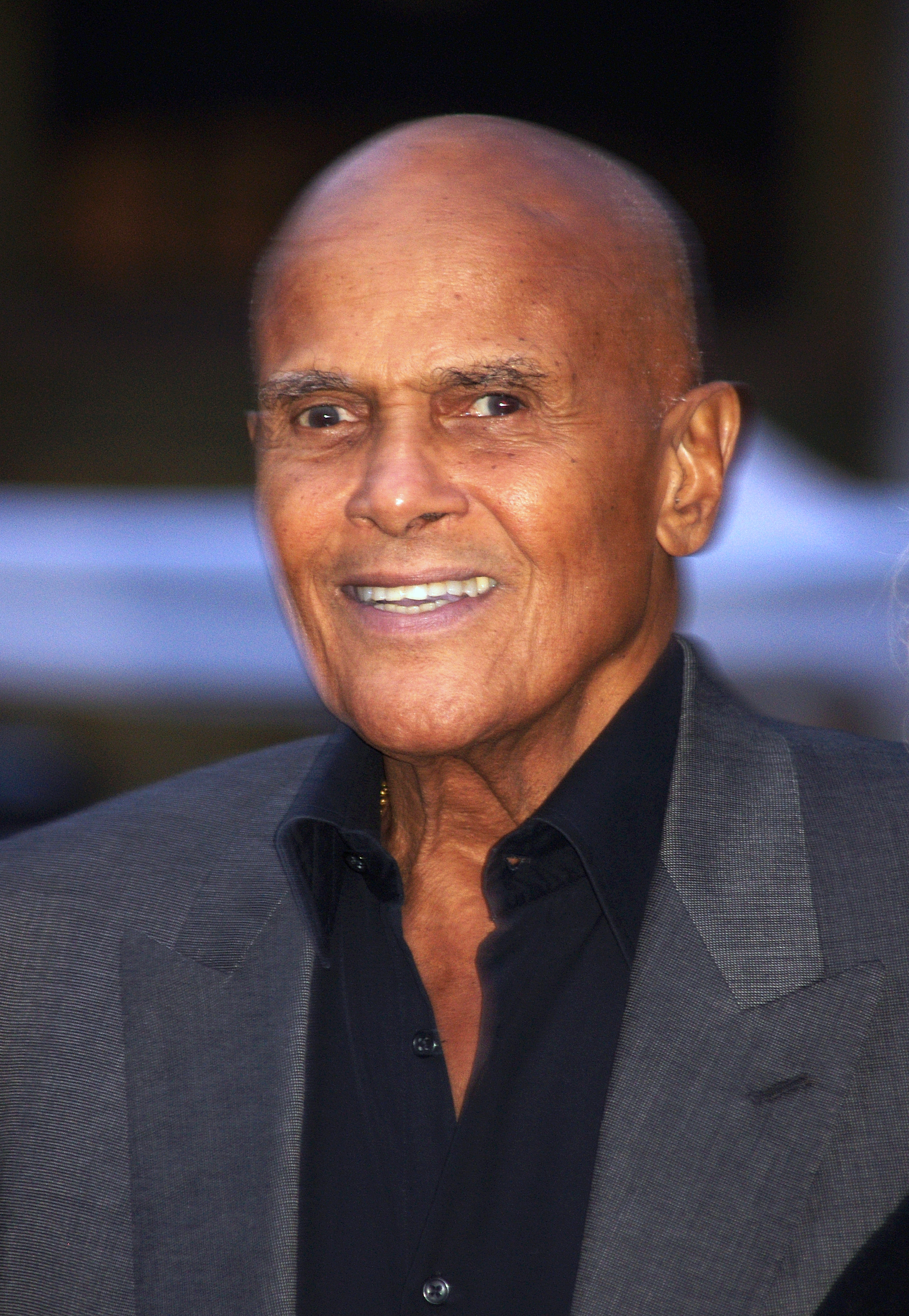
Harry Belafonte (* 1927)

- 1927: Harry Belafonte, US-amerikanischer Sänger, Schauspieler und Entertainer
- 1927: Claude Gensac, französische Schauspielerin
- 1927: Henning Schlüter, deutscher Schauspieler
- 1927: Anneliese Zänsler, deutsche Opernsängerin und Musikwissenschaftlerin
- 1928: Peter von Polenz, deutscher Sprachwissenschaftler
- 1928: Jacques Rivette, französischer Regisseur
- 1929: Georgi Markow, bulgarischer Schriftsteller
- 1930: Pierre-Max Dubois, französischer Komponist
- 1930: Eberhard Fiebig, deutscher Bildhauer
- 1930: Gagik Howunz, armenischer Komponist
- 1930: Gastone Nencini, italienischer Radrennfahrer
- 1931: Klaus-Dieter Baumgarten, deutscher General, Stellvertreter des Ministers für Nationale Verteidigung, Chef der Grenztruppen der DDR
- 1931: Elisabeta Bostan, rumänische Filmregisseurin
- 1931: Lamberto Dini, italienischer Politiker, Ministerpräsident
- 1931: Ludwig Thürmer, deutscher Architekt
- 1932: István Koloss, ungarischer Organist und Komponist
- 1932: Adalbert Schmitt, deutscher Unternehmer und Gastronom
- 1932: Gustav Trampe, deutscher Fernsehjournalist
- 1933: Alan Ameche, US-amerikanischer American-Football-Spieler
- 1933: István Láng, ungarischer Komponist
- 1933: Dietrich Sperling, deutscher Politiker, MdB
- 1934: Jacques Chessex, Schweizer Schriftsteller
- 1934: Jean-Michel Folon, belgischer Künstler
- 1934: Joan Hackett, US-amerikanische Schauspielerin
- 1935: Walter Acosta, uruguayischer Schauspieler, Theaterregisseur und Dramaturg
- 1935: Francis Folorunsho Clement Alonge, nigerianischer Geistlicher, Bischof von Ondo
- 1935: Robert Conrad, US-amerikanischer Schauspieler
- 1935: Leze Qena, kosovo-albanische Schauspielerin
- 1935: Hermann Mucke, österreichischer Astronom
- 1935ː Yola Ramírez, mexikanische Tennisspielerin
- 1935: Axel Scholtz, deutscher Schauspieler
- 1936: Ursula Gräfin von Brockdorff, deutsche Politikerin, Landesministerin
- 1936: Václav Sloup, tschechoslowakischer bzw. tschechischer Schauspieler
- 1937: Günther Bosch, deutsch-rumänischer Tennisspieler und -trainer
- 1937: Eugen Doga, moldauischer Komponist
- 1937: Fred Gehler, deutscher Filmkritiker und Filmpublizist
- 1937: Ottfried Hennig, deutscher Politiker, MdL, MdB, Bundesminister
- 1937ː Lore Heuermann, deutsche in Wien lebende bildende Künstlerin, Grafikerin und Zeichnerin
- 1937: Urs von Wartburg, Schweizer Leichtathlet
- 1938: Habib al-Adli, ägyptischer Politiker
- 1938: Gerhard Güllich, deutscher Konteradmiral und kommissarischer Präsident des Bundesnachrichtendienstes
- 1938: Rolf Kramer, deutscher Sportreporter
- 1938: Adi Rinner, österreichischer Komponist und Dirigent
- 1939: Dieter Asmus, deutscher Maler und Grafiker

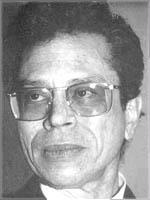
Leo Brouwer (* 1939)

- 1939: Leo Brouwer, kubanischer Gitarrist und Komponist
- 1939: Don Talbert, US-amerikanischer American-Football-Spieler
- 1939: Tzvetan Todorov, bulgarischer Schriftsteller und Wissenschaftler
- 1939: Little Joe Washington, US-amerikanischer Bluesgitarrist und Sänger
- 1939: Hanne Wickop, deutsche Malerin und Schriftstellerin

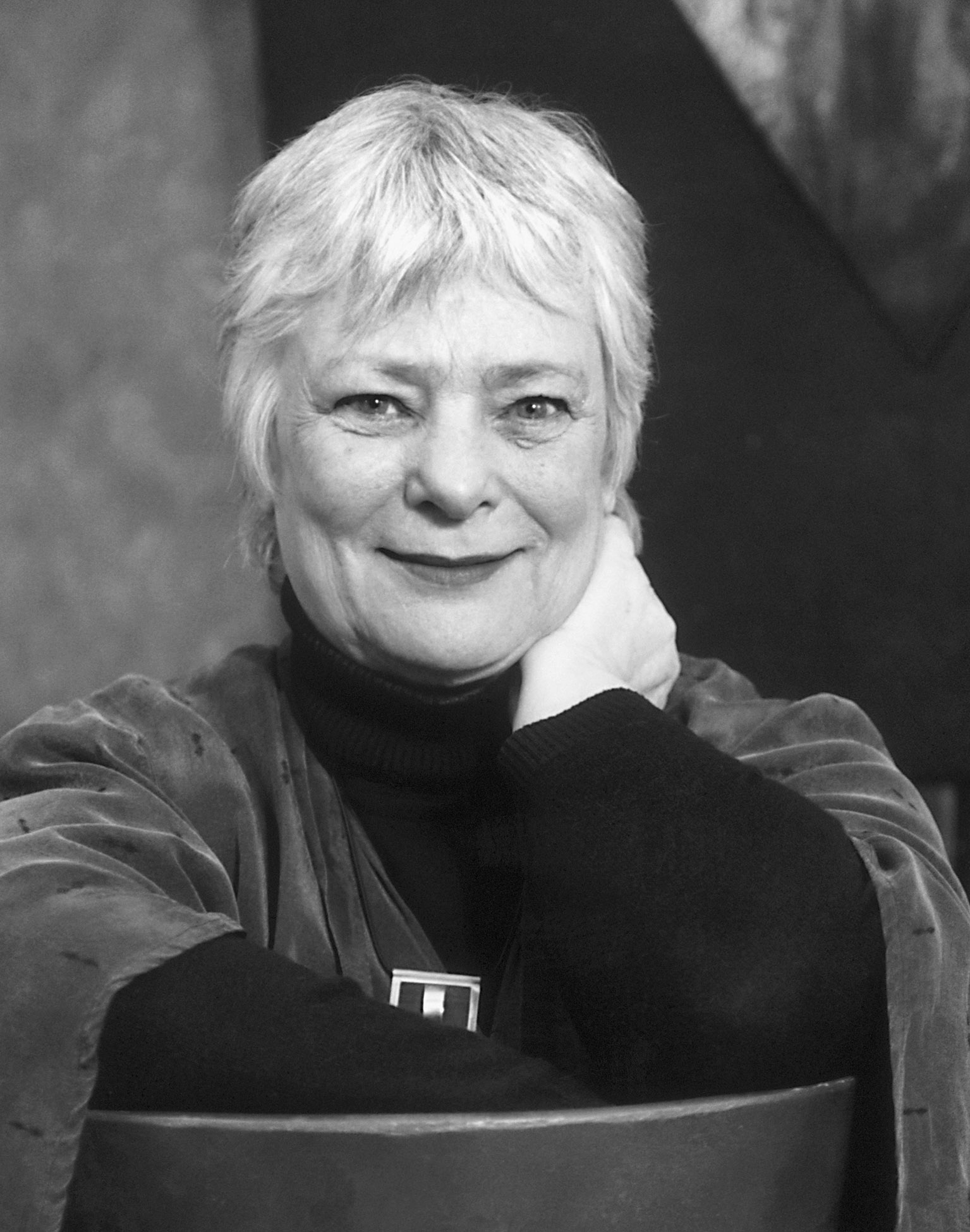
Hanne Wickop (* 1939)

- 1940: David Broome, britischer Springreiter
- 1940: Albrecht Feibel, deutscher Politiker, MdL, MdB
- 1940: Gene Perla, US-amerikanischer Jazzbassist
- 1940: Erich Schleyer, deutsch-österreichischer Schauspieler und Autor
- 1940: Ralph Towner, US-amerikanischer Jazzmusiker
- 1940: Hannah Wilke, US-amerikanische Künstlerin
- 1941: Robert Hass, US-amerikanischer Dichter
- 1941: Hans Lagerwall, schwedischer Fechter
- 1941: Sulejman Mato, albanischer Schriftsteller
- 1941: Franklin Zielski, kanadischer Ruderer
- 1942: Michael Giles, britischer Jazz-Rock Schlagzeuger
- 1942: Konrad Adam, deutscher Journalist und Publizist
- 1942: Bernhard Heitz, altkatholischer Bischof Österreichs
- 1942: Harald Kujat, deutscher General, Generalinspekteur der Bundeswehr, Vorsitzender des NATO-Militärausschusses
- 1942: Uwe Piontek, deutscher Fußballfunktionär
- 1943: Gil Amelio, US-amerikanischer Physiker und Manager
- 1943: Jürgen Alexander Heß, deutscher Illustrator

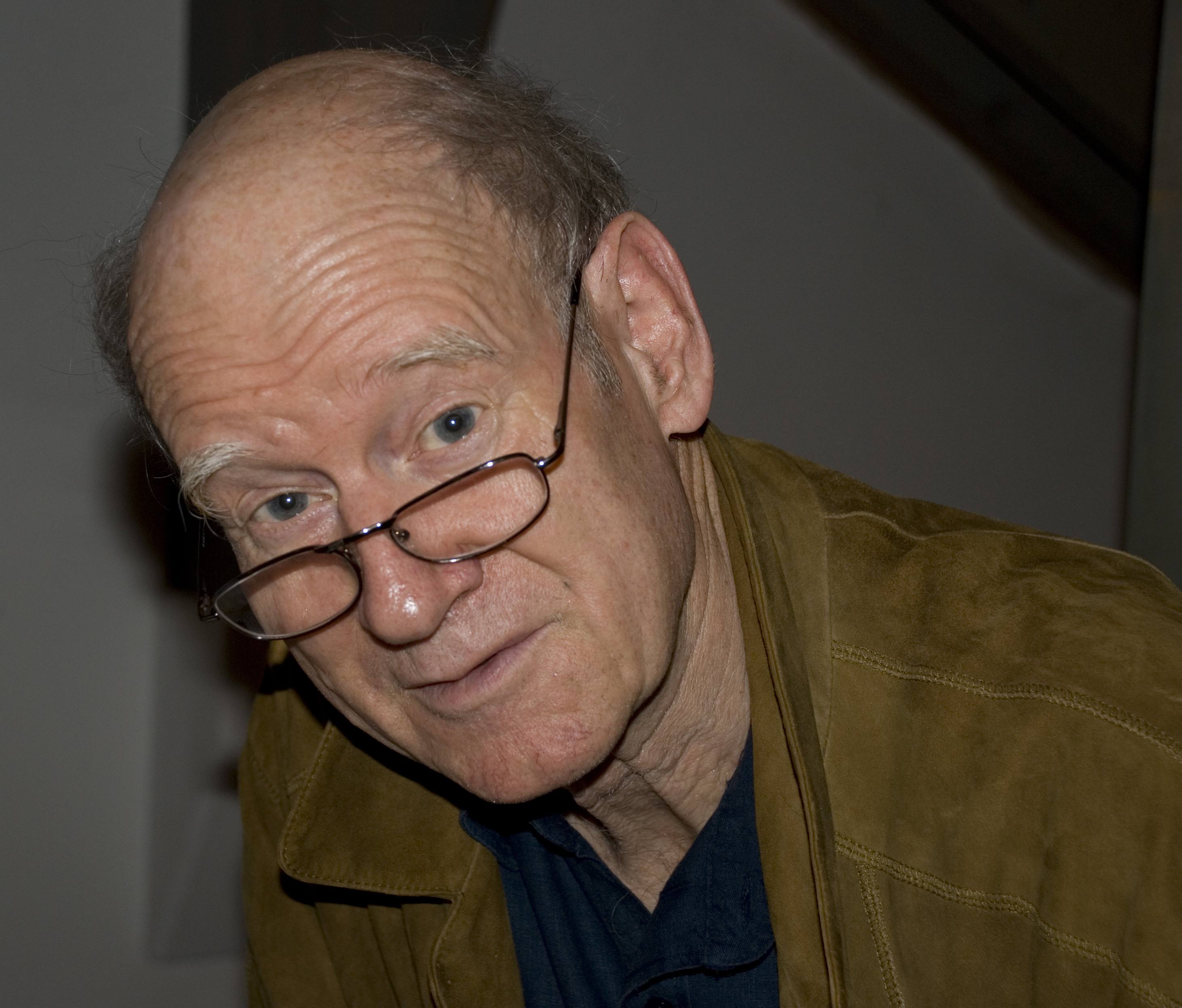
Franz Hohler (* 1943)

- 1943: Franz Hohler, Schweizer Schriftsteller, Kabarettist und Liedermacher
- 1943: Ben Jipcho, kenianischer Leichtathlet
- 1943: Rashid Sunyaev, russischer Astrophysiker
- 1943: Piet Veerman, niederländischer Sänger und Gitarrist
- 1944: Mike d’Abo, britischer Musiker und Sänger
- 1944: Roger Daltrey, britischer Musiker, Mitgründer und Sänger der Rockband The Who
- 1944: Hanuš Domanský, slowakischer Komponist
- 1944: Árni Johnsen, isländischer Politiker
- 1944: John O’Steen, US-amerikanischer Autorennfahrer
- 1945ː Arlene Blum, US-amerikanische Bergsteigerin
- 1945: Dirk Benedict, US-amerikanischer Schauspieler
- 1945: Urs P. Gasche, Schweizer Journalist
- 1945: Wilfried Van Moer, belgischer Fußballspieler
- 1945: Fernando Vérgez Alzaga, spanischer Kurienkardinal
- 1946: Tony Ashton, britischer Rockmusiker
- 1946: Elvin Bethea, US-amerikanischer American-Football-Spieler
- 1946: Jim Crace, britischer Schriftsteller
- 1946: Jost Gross, Schweizer Politiker
- 1946: Gert Hoffmann, deutscher Jurist und Politiker, Oberbürgermeister von Braunschweig
- 1946: Kim Gwong-hyong, nordkoreanischer Ringer
- 1946: Jan Kodeš, tschechischer Tennisspieler
- 1946: Lana Wood, US-amerikanische Schauspielerin und Produzentin
- 1947: Klaus Uwe Benneter, deutscher Politiker, MdL, MdB
- 1947: Peter Tettinger, deutscher Rechtswissenschaftler, Richter am Verfassungsgerichtshof Nordrhein-Westfalen
- 1947: Alan Thicke, kanadischer Schauspieler, Songwriter, Talk- und Gameshow-Moderator
- 1948: Herwig Ahrendsen, deutscher Handballspieler
- 1948: Joachim Tschirner, deutscher Filmregisseur und Schriftsetzer
- 1949: Zoia Ceaușescu, rumänische Mathematikerin
- 1949: Martin Disler, Schweizer Maler, Bildhauer und Schriftsteller
- 1950: Riley Odoms, US-amerikanischer American-Football-Spieler
- 1950: Ðuro Savinović, jugoslawischer Wasserballspieler

#### 1951–1975
- 1951: Susanne Albrecht, deutsche Terroristin (Rote Armee Fraktion)
- 1951: Scott Ross, US-amerikanischer Cembalist

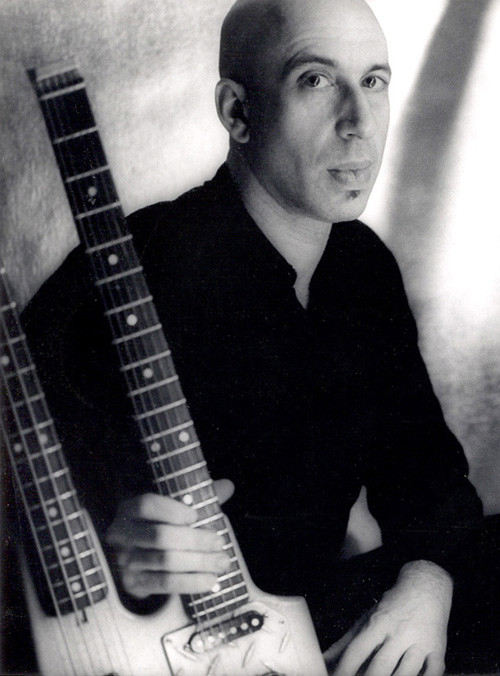
Elliott Sharp (* 1951)

- 1951: Elliott Sharp, US-amerikanischer Multiinstrumentalist und Komponist
- 1951: Kikuo Wada, japanischer Ringer
- 1952: Nevada Barr, US-amerikanische Schriftstellerin
- 1952: Heidi Hansen, deutsche Schauspielerin
- 1952: Matthäus Strebl, deutscher Gewerkschafter und Politiker, MdB
- 1953: Rolf Danneberg, deutscher Leichtathlet, Olympiasieger
- 1953: José Higueras, spanischer Tennisspieler und -trainer
- 1953: Klaus Wanninger, deutscher Schriftsteller und Theologe
- 1953: Stephan Wittwer, Schweizer Musiker, Improvisator und Komponist
- 1954: Catherine Bach, US-amerikanische Schauspielerin
- 1954: Carles Benavent, spanischer Jazz- und Flamencobassist
- 1954: Ron Howard, US-amerikanischer Schauspieler, Regisseur und Filmproduzent
- 1954: Monika Pflug, deutsche Eisschnellläuferin, Olympiasiegerin, Weltmeisterin
- 1954: Volker Wieker, deutscher General, Generalinspekteur der Bundeswehr
- 1955: Claudio Corti, italienischer Radrennfahrer
- 1955: Pepe Danquart, deutscher Filmemacher
- 1955: Alexander Duda, deutscher Schauspieler

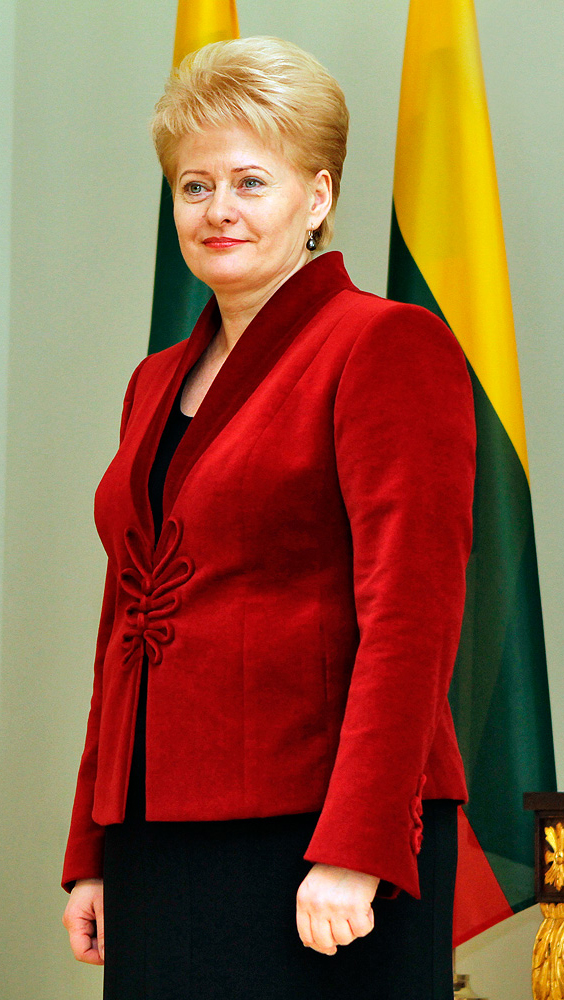
Dalia Grybauskaitė (* 1956)

- 1956: Dalia Grybauskaitė, litauische Politikerin, EU-Kommissarin, erste Staatspräsidentin
- 1956: Wolfram Morath-Vogel, deutscher Kunsthistoriker
- 1957: Pete Athans, US-amerikanischer Bergsteiger
- 1957: Peter Zelinka, tschechoslowakischer Biathlet
- 1958: Hansa Czypionka, deutscher Schauspieler
- 1958: Katerina Jacob, deutsche Schauspielerin
- 1958: Nik Kershaw, britischer Popmusiker
- 1958: Bertrand Piccard,  Schweizer Psychiater, Wissenschaftler und Abenteurer
- 1958: Egbert Scheunemann, deutscher Politikwissenschaftler, Naturphilosoph und Buchautor
- 1959: Laura Karpman, US-amerikanische Komponistin und Hochschullehrerin
- 1959: Stephan Kimmig, deutscher Theaterregisseur
- 1960: Ángela Nieto, spanische Neurobiologin
- 1960: Armin Reutershahn, deutscher Fußballtrainer
- 1961: Hiroyasu Aizawa, japanischer Skispringer
- 1961: Albert Mülleder, österreichischer Organist und Vikariatskantor
- 1962: Ni Amorim, portugiesischer Autorennfahrer
- 1962: Christine Mayn, italienische Schauspielerin
- 1962: Ingo Naujoks, deutscher Schauspieler

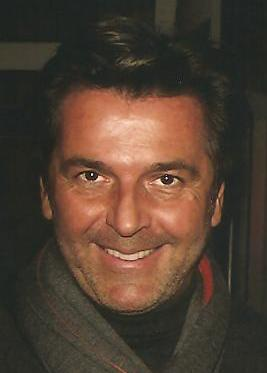
Thomas Anders (* 1963)

- 1963: Thomas Anders, deutscher Popsänger
- 1963: Peter Ebere Okpaleke, nigerianischer Geistlicher, Bischof von Ekwulobia, Kardinal
- 1963: Ron Francis, kanadischer Eishockeyspieler
- 1963: Ubaldo Righetti, italienischer Fußballspieler
- 1964: Paul Le Guen, französischer Fußballtrainer
- 1965: Anke Berger, deutsche Juristin, Richterin am Bundesarbeitsgericht
- 1965: Booker T, US-amerikanischer Wrestler
- 1966: Susan Auch, kanadische Eisschnellläuferin
- 1966: Zack Snyder, US-amerikanischer Regisseur
- 1967: Jelena Alexandrowna Afanassjewa, russische Mittelstreckenläuferin
- 1967: Gela Beschuaschwili, georgischer Politiker, Minister
- 1967: George Eads, US-amerikanischer Schauspieler
- 1967: Franzobel, österreichischer Schriftsteller
- 1968: Manfred Baumann, österreichischer Fotograf
- 1968: Katja Kittler, deutsche Handballspielerin
- 1968: Swen Schulz, deutscher Politiker, MdB

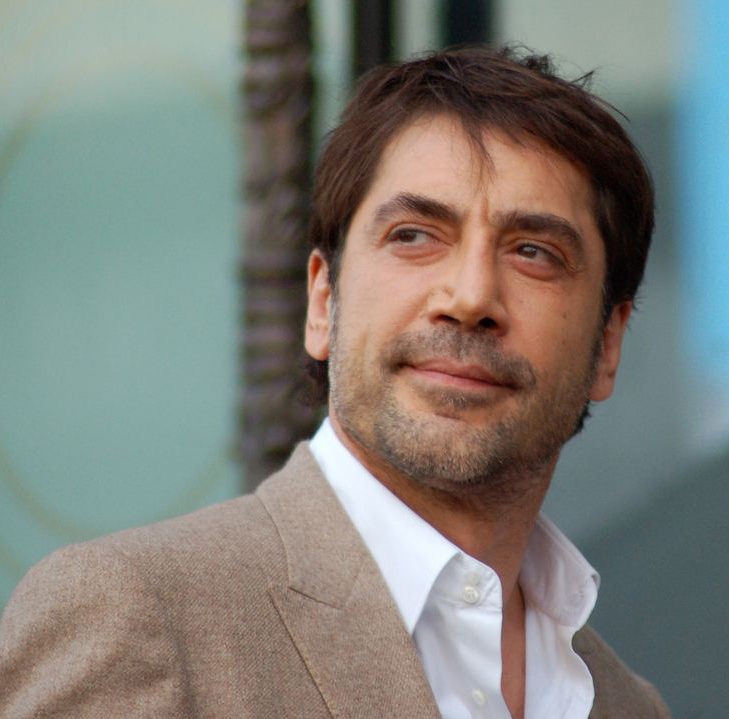
Javier Bardem (* 1969)

- 1969: Javier Bardem, spanischer Schauspieler
- 1970: Stig Amthor, deutscher Autorennfahrer
- 1970: Hala Gorani, syrisch-amerikanische Journalistin
- 1970: Dirk van der Ven, deutscher Fußballspieler
- 1971: Thomas Adès, englischer Komponist, Dirigent und Pianist
- 1971: Tyler Hamilton, US-amerikanischer Radrennfahrer
- 1971: Dick Norman, belgischer Tennisspieler
- 1972: Marina Tscherkassowa, russische Freestyle-Skierin
- 1972: Andraž Vehovar, slowenischer Kanute, Olympiamedaillengewinner
- 1973: Jack Davenport, britischer Schauspieler
- 1973: Ryō Michigami, japanischer Autorennfahrer
- 1973: Chris Webber, US-amerikanischer Basketballspieler
- 1974: Mark-Paul Gosselaar, US-amerikanischer Schauspieler
- 1974: Liisa Rohleder, finnische Synchronschwimmerin und Savatekämpferin
- 1974: Mark Zimmermann, deutscher Fußballspieler
- 1975: Christian Anderl, österreichischer Radiomoderator, Fotograf, Videoproduzent und Filmemacher
- 1975: Rüdiger Kauf, deutscher Fußballspieler
- 1975: Valentina Monetta, san-marinesische Popsängerin

#### 1976–2000
- 1976: Alex Debón, spanischer Motorradrennfahrer
- 1976: Kamau, brasilianischer Rapper, Mathematiker und Profiskateboarder

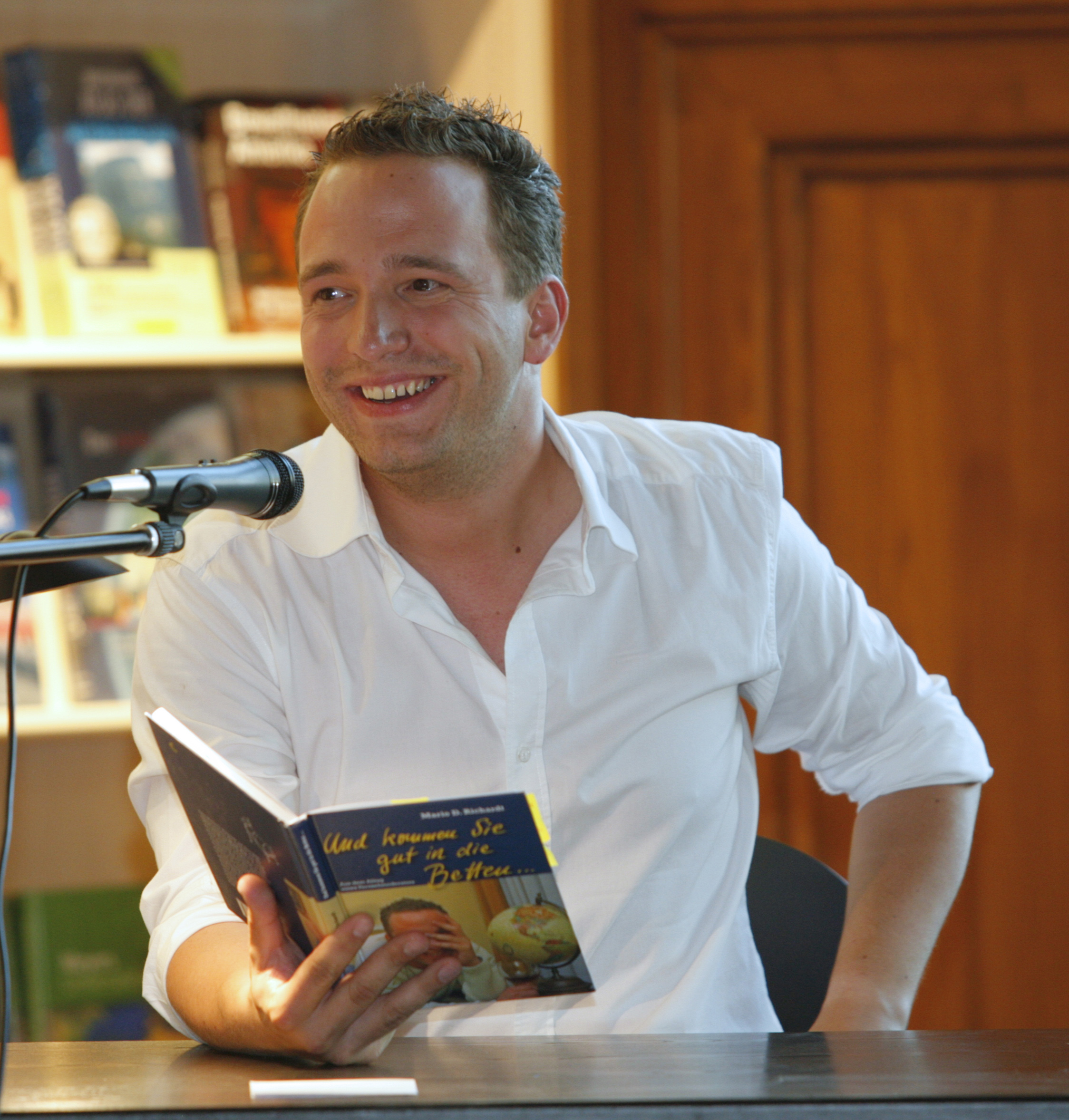
Mario Reichardt (* 1976)

- 1976: Mario D. Richardt, deutscher Moderator und Autor
- 1977: Nikki Anderson, ungarische Pornodarstellerin
- 1977: Rens Blom, niederländischer Leichtathlet, Weltmeister
- 1978: Jensen Ackles, US-amerikanischer Schauspieler
- 1978: Sandra Braz, portugiesische Fußballschiedsrichterin

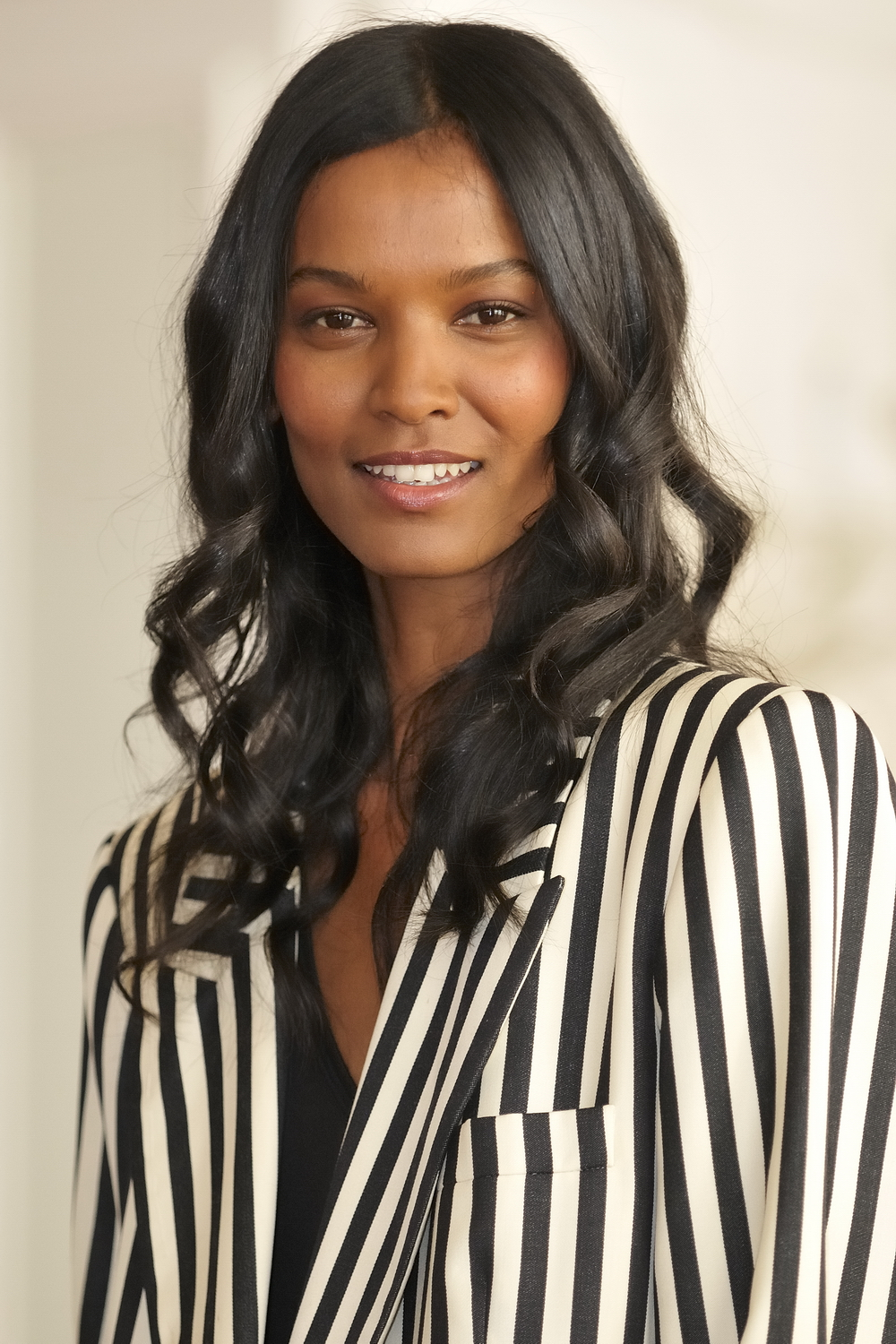
Liya Kebede (* 1978)

- 1978: Liya Kebede, äthiopisches Model
- 1978: Stefan Nimke, deutscher Radsportler
- 1979: Lise Risom Olsen, norwegische Schauspielerin
- 1979: Hussein Zaky, ägyptischer Handballspieler
- 1981: Adam LaVorgna, US-amerikanischer Schauspieler
- 1981: Thomas Pötz, österreichischer Musiker, Filmkomponist, Sounddesigner und Filmtonmeister
- 1981: Will Power, australischer Rennfahrer
- 1982: Maximilian Claus, deutscher Schauspieler
- 1982: Leryn Franco, paraguayische Leichtathletin und Model
- 1982: Kim Min-hee, südkoreanische Schauspielerin
- 1983: Runa Aléon, deutsche Schauspielerin
- 1983: Carlos Abellán, spanischer Radrennfahrer
- 1983: Jessica de Bloom, deutsche Professorin
- 1983: Lupita Nyong’o, kenianische Schauspielerin und Filmemacherin
- 1983: Maxi Warwel, deutsche Schauspielerin
- 1984: Anon Sangsanoi, thailändischer Fußballspieler
- 1984: Patrick Helmes, deutscher Fußballspieler
- 1984: Boško Janković, serbischer Fußballspieler
- 1985: Jan Feser, deutscher Politiker
- 1985: Dario Giuseppetti, deutscher Motorradrennfahrer
- 1985: Andreas Ottl, deutscher Fußballspieler
- 1985: Łukasz Tumicz, polnischer Fußballspieler
- 1986: Ajsel Kujović, schwedischer Fußballspieler
- 1986: Jonathan Spector, US-amerikanischer Fußballspieler
- 1987: Andreas Adityawarman, indonesischer Badmintonspieler
- 1987: Alexander Wladimirowitsch Bumagin, russischer Eishockeyspieler
- 1987: Kesha, US-amerikanische Sängerin
- 1988: Michail Wjatscheslawowitsch Anissin, russischer Eishockeyspieler
- 1988: Aljona Jewgenjewna Aschtscheulowa, russische Naturbahnrodlerin
- 1988: Jack Clarke, britischer Rennfahrer
- 1988: Jasmin Jannermann, deutsche Fußballspielerin
- 1989: Carlos Vela, mexikanischer Fußballspieler
- 1990: Harry Eden, britischer Schauspieler
- 1991: Mathias Autret, französischer Fußballspieler
- 1991: Florian Hübner, deutscher Fußballspieler
- 1992: Tomas Walsh, neuseeländischer Leichtathlet, Olympiamedaillengewinner, Weltmeister
- 1993: Juan Bernat, spanischer Fußballspieler
- 1993: Michael Conforto, US-amerikanischer Baseballspieler
- 1993: Josh McEachran, englischer Fußballspieler
- 1994: Justin Bieber, kanadischer Pop- und R&B-Sänger
- 1994: Maximilian Philipp, deutscher Fußballspieler
- 1995: Vincent Abril, französischer Autorennfahrer
- 1995: Ida Jacobsen, dänische Ruderin
- 1995: Elín Metta Jensen, isländische Fußballspielerin
- 1996: Alexei Jewgenjewitsch Gassilin, russischer Fußballspieler
- 1997: Klauss, brasilianischer Fußballspieler
- 1999: Paul Will, deutscher Fußballspieler
- 2000: Niklas Hartweg, Schweizer Biathlet
- 2000: Ahmed Kutucu, türkisch-deutscher Fußballspieler

### 21. Jahrhundert
- 2002: Dion Beljo, kroatischer Fußballspieler
- 2002: Dalia Mya Schmidt-Foß, deutsche Synchronsprecherin und Schauspielerin
- 2003: Maren Kirkeeide, norwegische Biathletin
- 2003: Max Poole, britischer Radrennfahrer
- 2006: Claude Heinrich, deutscher Schauspieler und Synchronsprecher
- 2007: Leni von Bonin, deutsche Schwimmerin

## Gestorben

### Vor dem 16. Jahrhundert
- 0492: Felix II., Papst
- 0713: Suitbert, angelsächsischer Missionar
- 0912: Ki no Haseo, japanischer Dichter, Gelehrter und Politiker
- 0965: Leo VIII., Papst
- 0977: Rosendo de Celanova, galicischer Adliger und Kirchenführer, katholischer Heiliger
- 0991: En’yū, Tennō von Japan
- 1058: Ermessenda von Carcassonne, Regentin von Barcelona, Ausona und Girona
- 1104: Boto, Graf von Pottenstein
- 1110: Gebhard II. von Urach, Bischof von Speyer
- 1127: Wilhelm III., Freigraf von Burgund und Graf von Mâcon
- 1130: Wenzel I., Herzog von Olmütz
- 1164: Peter von Tyrus, Erzbischof von Tyrus
- 1207: Alfonse de Portugal, Großmeister des Johanniterordens
- 1244: Gruffydd ap Llywelyn Fawr, walisischer Fürst von Gwynedd
- 1244: Lothar, regierender Graf zu Wied und kurkölnischer Vogt von Andernach
- 1260: Richard de Fournival, französischer Kleriker, Gelehrter, Chirurg, Astronom, Alchimist, Bibliothekar, Dichter und Musiker
- 1262: Riccardo di Montecassino, italienischer Benediktiner, Abt von Montecassino und Kardinal der Römischen Kirche
- 1296: Tobias von Bechin, Bischof von Prag
- 1305: Blanche von Frankreich, Herzogin von Österreich und der Steiermark
- 1320: Buyantu Khan, Kaiser der Yuan-Dynastie
- 1341: Heinrich II. Bochholt, Bischof von Lübeck
- 1359: Emich II., Graf von Nassau-Hadamar
- 1383: Amadeus Vl., Graf von Savoyen
- 1396: Johann von Görlitz, einziger Herzog von Görlitz
- 1412: Albrecht III., schwedischer König und Herzog zu Mecklenburg
- 1414: Viridis Visconti, Herzogin von Mailand und Österreich
- 1439: Katharina von Lothringen, Markgräfin von Baden

### 16. bis 18. Jahrhundert

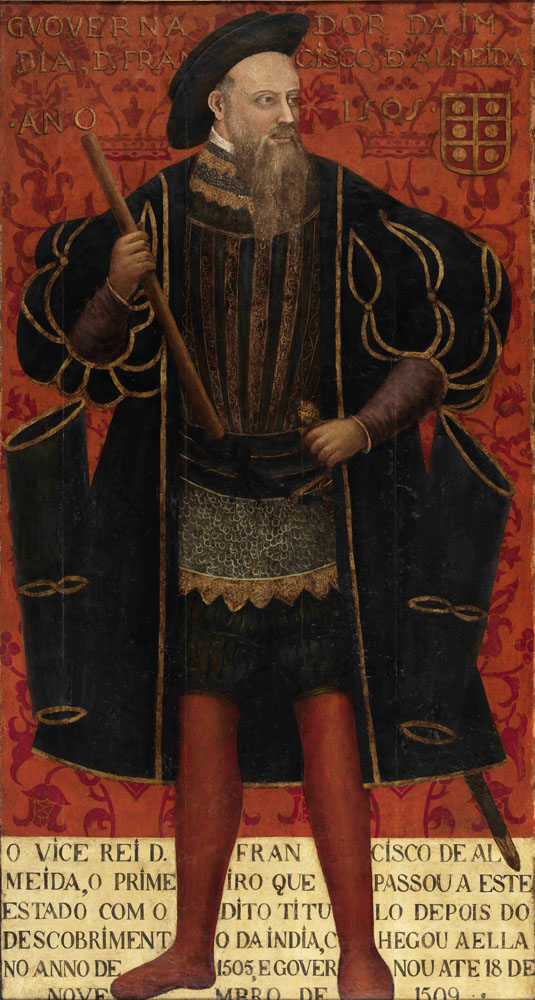
Francisco de Almeida († 1510)

- 1510: Francisco de Almeida, portugiesischer Seefahrer und Militär
- 1515: Veit von Fürst, deutscher Jurist, Rat im Dienst Kaiser Maximilians I. und Statthalter des Reichslehens Modena
- 1534: Henry Brandon, 1. Earl of Lincoln, englischer Adeliger
- 1546: George Wishart, schottischer Reformer und Märtyrer
- 1551: Martin Bucer, deutscher Theologe der Reformation
- 1554: Christoph Ering, deutscher Theologe und Reformator
- 1570: Bernhard VII., Fürst von Anhalt
- 1587: Jan Rubens, Rechtsgelehrter, Vater von Peter Paul Rubens
- 1599: Edzard II., Graf von Ostfriesland
- 1603: Hartmann Pistoris, Rechtswissenschaftler und Geheimer Rat der sächsischen Kurfürsten
- 1604: Leonhard Baumhauer, deutscher Bildhauer
- 1620: Thomas Campion, englischer Komponist, Dichter und Arzt
- 1633: George Herbert, englischer Lyriker und Schriftsteller
- 1643: Girolamo Frescobaldi, italienischer Komponist und Organist des Frühbarock
- 1661: Richard Zouch, englischer Richter und Politiker
- 1687: Christoph Junge, deutscher Orgelbauer
- 1693: Niccolò Codazzi, italienischer Quadratur- und Vedutenmaler
- 1700: Caspar Posner, deutscher Physiker und Mediziner
- 1700: Takatsukasa Fusasuke, japanischer Adeliger und Regent
- 1702: Anna Katharina von Offen, Hofdame und Oberhofmeisterin der Kurfürstin von Hannover
- 1704: Joseph Parrocel, französischer Maler
- 1706: Heino Heinrich von Flemming, deutscher Heerführer und Generalfeldmarschall
- 1708: Nikolaus Hanneken, deutscher Arzt und Stadtphysicus von Lübeck
- 1709: Juan de Peñaloza, spanischer Jurist und Kolonialverwalter, Vizekönig von Peru
- 1718: Jacobus le Mort, niederländischer Chemiker und Mediziner
- 1719: Richard Ingoldesby, englischer Armee-Offizier
- 1720: Johann Hektor von Klettenberg, deutscher Alchimist
- 1720: Johann Heinrich van Lennep, niederländischer Kupferstecher, Mathematiker und Ingenieur
- 1731: William Tailer, englischer Kolonialbeamter und Gouverneur der Province of Massachusetts Bay
- 1734: Roger North, englischer Rechtsanwalt, Biograf und Musiktheoretiker
- 1735: Ludwig Rudolf, Fürst von Blankenburg und Herzog von Braunschweig-Wolfenbüttel
- 1750: Friedrich Andreas Hallbauer, deutscher lutherischer Theologe
- 1755: Maria Anna Josepha Althann, italienisch-österreichische Adelige und Mäzenin
- 1757: Edward Moore, englischer Dramatiker und Schriftsteller
- 1768: Hermann Samuel Reimarus, deutscher Gymnasialprofessor, Vertreter des Deismus und Wegbereiter der Bibelkritik
- 1769: Willibald Krieger, deutscher Jesuit, Theologe, Philosoph und Physiker
- 1773: Luigi Vanvitelli, italienischer Architekt
- 1777: Georg Christoph Wagenseil, österreichischer Komponist
- 1791: Peter Ahlwardt, deutscher Logiker, Theologe und Philosoph
- 1792: Leopold II.,  Erzherzog von Österreich, Großherzog der Toskana, Kaiser des Heiligen Römischen Reiches und König von Böhmen, Kroatien und Ungarn
- 1793: Ramón Bayeu, spanischer Maler
- 1796: Carl Fredrik Adelcrantz, schwedischer Architekt
- 1797: Franz Xaver von Breuner, Fürstbischof von Lavant und Fürstbischof von Chiemsee

### 19. Jahrhundert
- 1804: Caroline von Bourbon-Parma, Mutter der sächsischen Könige Friedrich August II. und Johann
- 1814: Elisabeth von Matt, österreichische Astronomin und Geodätin
- 1818: Jared Irwin, US-amerikanischer Politiker
- 1819: Raymund Dapp, deutscher Theologe
- 1823: Pierre-Jean Garat, französischer Sänger (Bariton)
- 1824: Philipp Heinrich Bürgy, deutscher Orgelbauer
- 1824: Hans Wilhelm von Thümmel, Geheimrat, Minister und Diplomat in Sachsen-Gotha-Altenburg

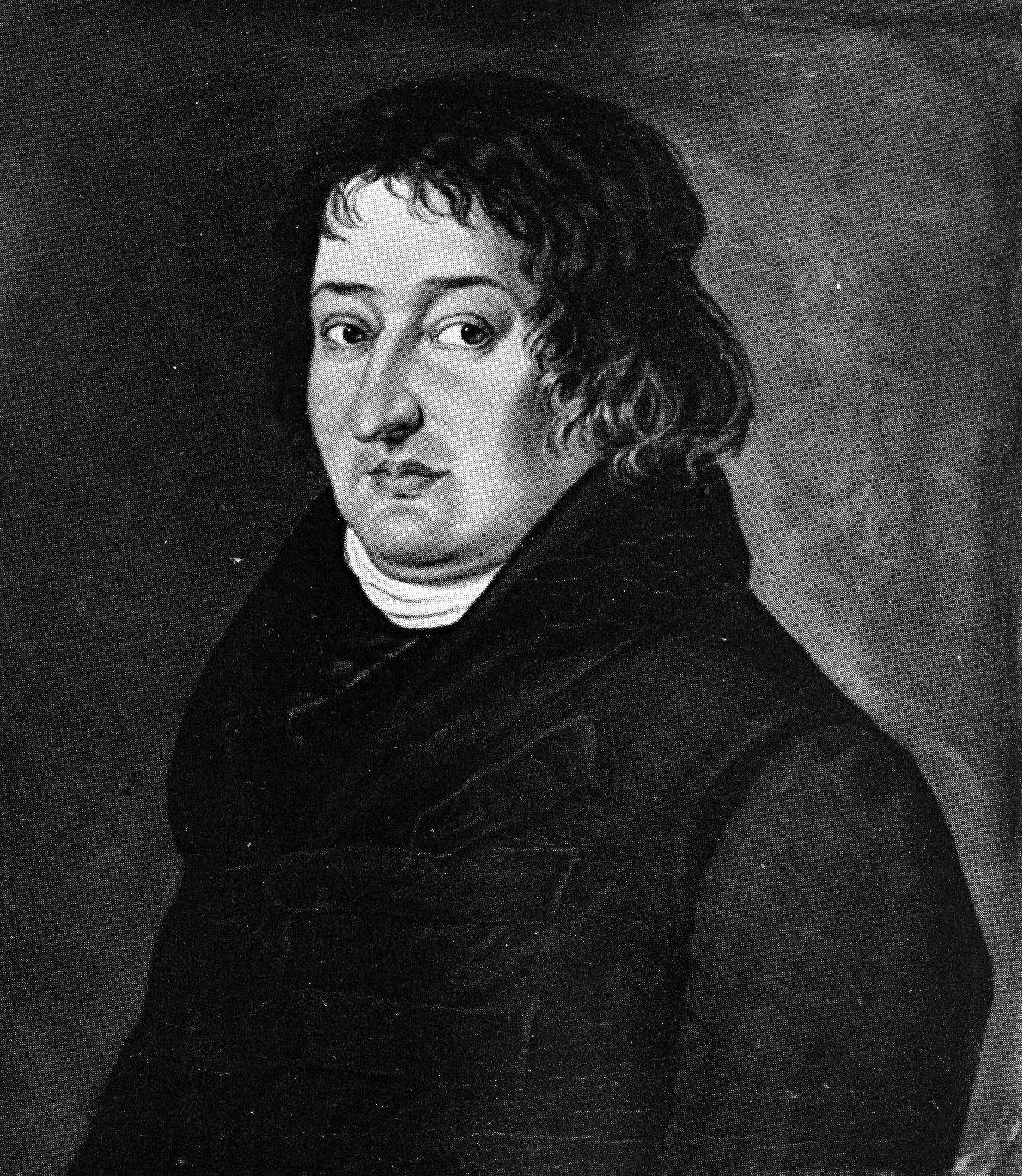
Friedrich Weinbrenner († 1826)

- 1826: Friedrich Weinbrenner, deutscher Architekt, Stadtplaner und Baumeister des Klassizismus
- 1829: Johann Friedrich VII. von Alvensleben, preußischer Landrat und Gutsbesitzer
- 1831: Franz Bogislaus Westermeier, deutscher evangelischer Theologe
- 1838: Michael Friedrich Adams, deutsch-russischer Botaniker und Naturwissenschaftler
- 1839: Carl Friedrich Ludwig von Gontard, preußischer Offizier und Ehrenbürger der Stadt Berlin
- 1841: Claude-Victor Perrin gen. Victor, französischer Generalstabschef, Marschall von Frankreich
- 1842: Christian Philipp Koehler, deutscher Beamter
- 1845: Johann Christian Ferdinand Aßmann, deutscher evangelischer Theologe
- 1845: Gerhard Janssen Schmid, deutscher Orgelbauer
- 1845: Johannes Michael Speckter, deutscher Lithograf und Graphik-Sammler
- 1847: Armand de Polignac, französischer Hochadeliger und bayrischer Fürst
- 1848: Ferdinand Beneke, deutscher Jurist und Politiker
- 1856: Johann Konrad Zeller, Schweizer Maler
- 1862: Peter Barlow, britischer Mathematiker und Physiker
- 1865: William Cannon, US-amerikanischer Politiker
- 1865: Anna Pawlowna, Königin der Niederlande
- 1870: Francisco Solano López, Präsident Paraguays
- 1875: Tristan Corbière, französischer Lyriker
- 1878: Carl Ludwig Arndts von Arnesberg, deutsch-österreichischer Jurist, Professor und Politiker, Mitglied der Frankfurter Nationalversammlung
- 1878: Charles Christian Nahl, deutsch-US-amerikanischer Maler
- 1879: Joachim Heer, Schweizer Politiker
- 1881: Augustus Bradford, US-amerikanischer Politiker
- 1881: Édouard Drouyn de Lhuys, französischer Staatsmann
- 1882: Theodor Kullak, deutscher Pianist und Komponist

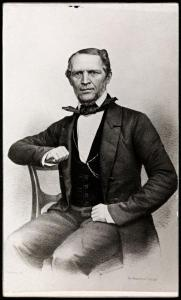
Friedrich August Reissiger († 1883)

- 1883: Friedrich August Reißiger, deutsch-norwegischer Komponist, Organist, Kapellmeister, Gesangspädagoge und Dirigent
- 1883: Christian Schlichter, erster Bürgermeister von Wiesbaden
- 1884: Isaac Todhunter, britischer Mathematiker und Mathematikhistoriker
- 1886: Otto von Corvin, deutscher Schriftsteller, Verfasser des Pfaffenspiegel
- 1888: Franz von Škoda, böhmischer Mediziner
- 1892: Franz von Löher, deutscher Jurist, Historiker und Politiker
- 1893ː Black Moon, Häuptling der Minneconjou-Lakota-Indianer
- 1894: John Henry Cornell, US-amerikanischer Organist, Komponist und Lehrbuchautor
- 1897ː Mauritia Mayer, deutsche Pensionsinhaberin
- 1898: Louis Appia, Schweizer Chirurg und Mitbegründer des Internationalen Komitees vom Roten Kreuz

### 20. Jahrhundert

#### 1901–1950
- 1901: Karl Gustav Ackermann, deutscher Politiker
- 1901: Bernhard Erdmannsdörffer, deutscher Historiker
- 1904: Pjotr Semjonowitsch Wannowski, russischer Offizier und Staatsmann
- 1906: Moritz Heyne, deutscher Germanist und Lexikograph
- 1907: Karl Gayer, deutscher Forstwissenschaftler
- 1909: Maria Theresia, Gräfin von Trani und Prinzessin von Bourbon-Sizilien
- 1910: José Domingo de Obaldía, zweiter Staatspräsident von Panama
- 1911: Joseph Auer, deutscher Komponist

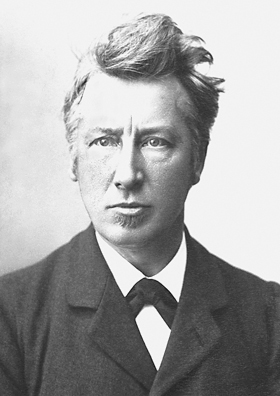
Jacobus Henricus van ’t Hoff († 1911)

- 1911: Jacobus Henricus van ’t Hoff, niederländischer Chemiker und erster Nobelpreisträger für Chemie
- 1912: Ludvig Holstein-Ledreborg, dänischer Politiker
- 1914: Tor Aulin, schwedischer Komponist
- 1914: Mehmed Said Pascha, Großwesir des Osmanischen Reiches
- 1915: Josef Modl, österreichischer Volkssänger
- 1917: Jaro Pawel, österreichischer Turnpädagoge und Germanist
- 1918: Harlan Carey Brewster, kanadischer Politiker
- 1918: Emil Sjögren, schwedischer Komponist und Pianist
- 1921: Adalbert Ricken, deutscher Mykologe
- 1922: Pichichi, spanischer Fußballspieler
- 1924: Louise von Belgien, Prinzessin von Belgien
- 1928: Jacob Adolf Hägg, schwedischer Komponist
- 1929: James Albert Manning Aikins, kanadischer Rechtsanwalt
- 1929: Ernst Oppler, deutscher Maler und Radierer
- 1929: Wilhelm von Bode, deutscher Kunsthistoriker
- 1930: Friedrich Karl Henkel, deutscher Unternehmer und Gründer des Henkel-Konzerns
- 1933: Bruno Arnold, deutscher Fotograf

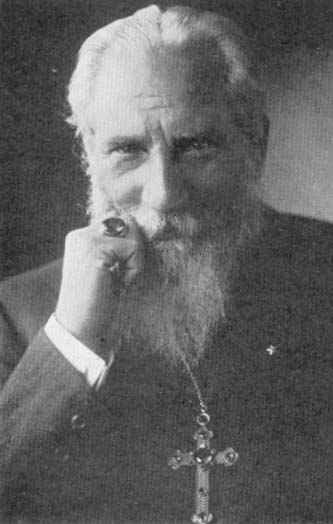
Charles Webster Leadbeater († 1934)

- 1934: Charles Webster Leadbeater, britischer Priester, Theosoph und Okkultist
- 1935: Nikolaus Bares, deutscher Bischof
- 1938: Gabriele D’Annunzio, italienischer Schriftsteller und Politiker
- 1939: Leopold Cordier, deutscher Theologe
- 1939: Okamoto Kidō, japanischer Dramatiker
- 1942: Leo Adde, US-amerikanischer Jazz-Schlagzeuger
- 1944: Thomas Edward Campbell, US-amerikanischer Politiker
- 1944ː Alix Westerkamp, erste Juristin, die in Deutschland promoviert wurde, Widerstandskämpferin
- 1945: Eduard Ludwig Alexander, deutscher Rechtsanwalt und Politiker, MdR
- 1945ː Eleonora Fugger von Babenhausen, österreichische Fürstin und Salonière
- 1945: Lothar Sieber, deutscher Testpilot

Lili Pollatz († 1946)

- 1946: Lili Pollatz, deutsche Reformpädagogin, Übersetzerin und Gerechte unter den Völkern
- 1949: Ferenc Kirchknopf, ungarischer Ruderer
- 1949: Anton Pirchegger, österreichischer Politiker, Landeshauptmann der Steiermark
- 1950: Fritz Berger, Schweizer Gründer der Freikirche Gemeinde für Christus

#### 1951–2000
- 1952: Gregory La Cava, US-amerikanischer Filmregisseur und Cartoonist

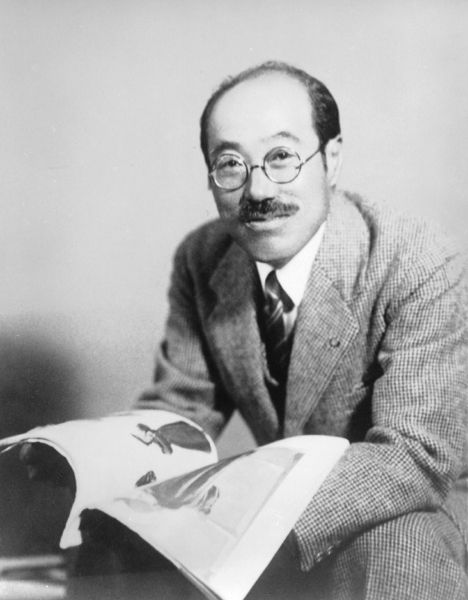
Kume Masao († 1952)

- 1952: Kume Masao, japanischer Schriftsteller
- 1952: Theodor Mollison, deutscher Anthropologe
- 1952: Emil Walter, deutscher Fußballspieler
- 1955: Carl Adolf Martienssen, deutscher Pianist und Musikpädagoge
- 1958: Giacomo Balla, italienischer Maler des Futurismus
- 1960: Paul Leverkuehn,  deutscher Rechtsanwalt und Politiker, MdB, MdEP
- 1963: Felice Casorati, italienischer Maler
- 1965: Boyd Atkins, US-amerikanischer Jazz- und Blues-Musiker
- 1965: Walter Dix, deutscher Pflanzenbauwissenschaftler
- 1965: Boleslav Vomáčka, tschechischer Komponist, Musikkritiker und Jurist
- 1966: Friedrich Georg Houtermans, deutscher Physiker
- 1967: Toine van Renterghem, niederländischer Fußballspieler
- 1968: Georg von der Vring, deutscher Schriftsteller
- 1970: Alexander Abt, deutscher Offizier
- 1971: František Hrubín, tschechischer Schriftsteller und Dichter
- 1972: Marianne Kneisel, US-amerikanische Geigerin und Musikpädagogin
- 1973: Lew Andrejewitsch Arzimowitsch, sowjetischer Physiker
- 1975: Günther Lüders, deutscher Schauspieler und Regisseur
- 1975: Kurt Bauch, deutscher Kunsthistoriker
- 1975ː Clara Zollikofer, Schweizer Botanikerin
- 1976: Aloys Lenz, deutscher Politiker, MdL, MdB, MdEP
- 1980: Dixie Dean, englischer Fußballspieler
- 1980: Eric Oliver, britischer Motorradrennfahrer
- 1981: Roberto Francisco Chiari Remón, panamaischer Industrieller und Politiker, Staatspräsident
- 1983: Kobayashi Hideo, japanischer Literaturkritiker und Schriftsteller
- 1983: Arthur Koestler, britischer Schriftsteller

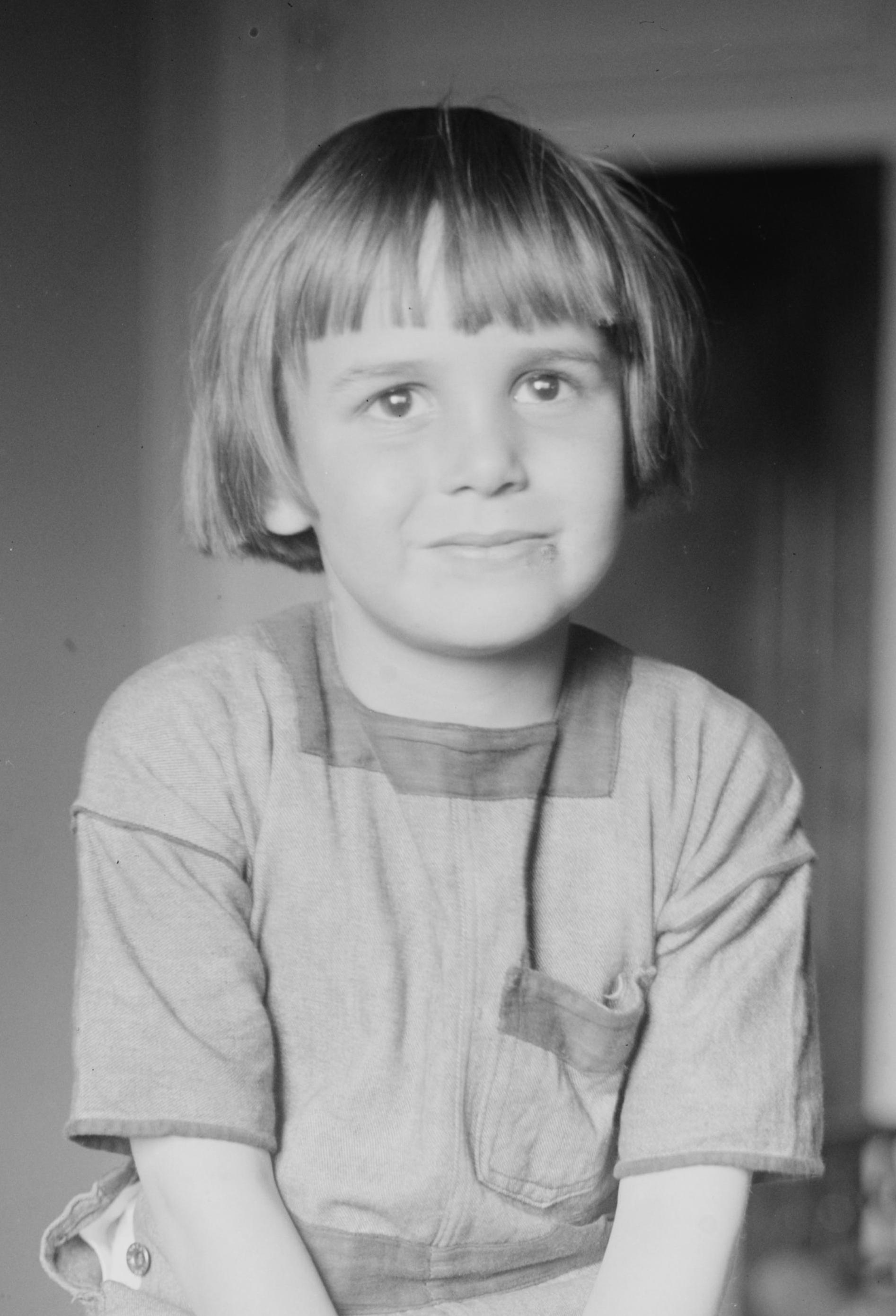
Jackie Coogan († 1984)

- 1984: Jackie Coogan, US-amerikanischer Schauspieler und Kinderstar
- 1984: Hans Fleischer, deutscher Politiker, MdL
- 1984ː Josephine Odenthal, deutsche Gerechte unter den Völkern
- 1984: Peter Walker, britischer Rennfahrer
- 1985: Christian Charier, französischer Autorennfahrer
- 1987: Bernard Abraham van Groningen, niederländischer Gräzist und Papyrologe
- 1988: Bernd August, deutscher Boxer
- 1988: Joe Besser, US-amerikanischer Komiker
- 1989: Ernst Wilm, deutscher Pfarrer und Kirchenfunktionär
- 1990: Max Bulla, österreichischer Radrennfahrer
- 1991: Edwin Herbert Land, US-amerikanischer Physiker und Industrieller
- 1993: Arnold Dannenmann, deutscher evangelischer Theologe, Gründer des Christlichen Jugenddorfwerks Deutschlands (CJD)
- 1994: Gert Prokop, deutscher Schriftsteller
- 1994: Herbert Schade, deutscher Leichtathlet
- 1995: Eugenio Corecco, römisch-katholischer Bischof von Lugano
- 1995: Jackie Holmes, US-amerikanischer Autorennfahrer
- 1995: Georges J. F. Köhler, deutscher Biologe und Nobelpreisträger
- 1995: Wladislaw Nikolajewitsch Listjew, russischer Journalist
- 1997: Heinz Abosch, deutscher Schriftsteller
- 1997: Alfons Beil, deutscher Priester und Autor
- 1998: Walter Zuber Armstrong, US-amerikanischer Musiker, Komponist, Arrangeur und Hochschullehrer
- 1998: Jean Balland, französischer Geistlicher, Erzbischof von Lyon, Kardinal
- 1998: Toti Scialoja, italienischer Maler und Schriftsteller
- 2000: Russell Mathews, australischer Wirtschaftswissenschaftler

### 21. Jahrhundert
- 2002: Donnie Bowshier, US-amerikanischer Country- und Rockabilly-Musiker
- 2002: Artur Märchen, Mitglied der Gruppe Berliner Malerpoeten
- 2003: Nadine Conner, US-amerikanische Sängerin
- 2003: Ulli Herzog, deutscher Hörspiel-Regisseur, Autor und Sprecher
- 2003: Manfred Molzberger, deutscher Leichtathlet
- 2003: Gösta Nordahl, schwedischer Fußballspieler
- 2003: Ecke von Zezschwitz, deutscher Bodenkundler, Agrikulturchemiker und Geologe
- 2004: Erich Vanis, deutscher Bergsteiger, Autor
- 2005: Cissy van Bennekom, niederländische Schauspielerin

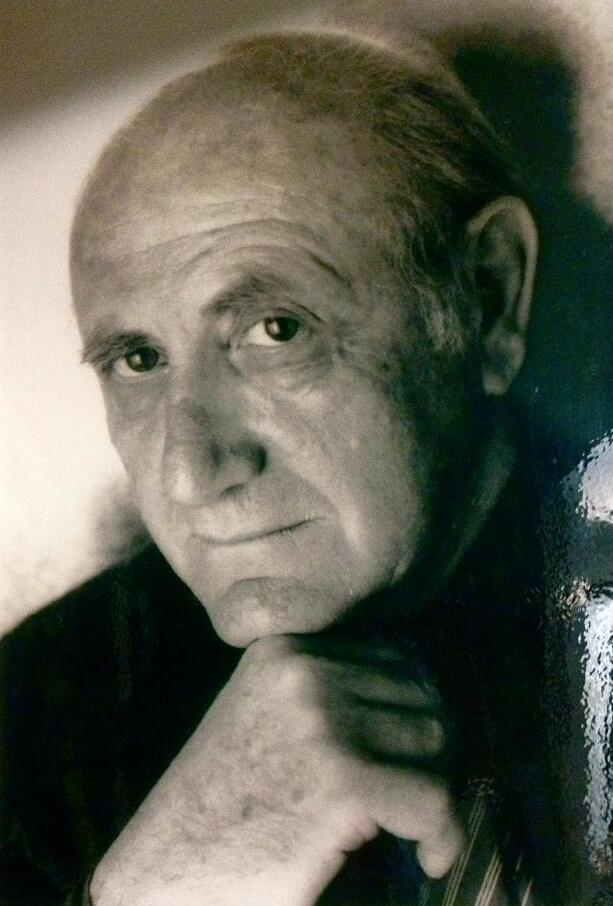
Peter Zvi Malkin († 2005)

- 2005: Peter Zvi Malkin, israelischer Geheimagent
- 2005: Wiktor Arsenjewitsch Kapitonow, russischer Radsportler
- 2006: Annette von Aretin, Fernsehansagerin
- 2006: Joëlle Aubron, französische Terroristin
- 2006: Alexandar Fol, bulgarischer Historiker und Thrakologe
- 2006: Zehdi Labib Terzi, palästinensischer Politiker und Diplomat
- 2006: Don Willis, US-amerikanischer Rockabilly-Musiker
- 2007: Manuel Bento, portugiesischer Fußballspieler
- 2007: Otto Brandenburg, dänischer Sänger und Schauspieler
- 2009: Takashi Ishimoto, japanischer Schwimmer
- 2009: Hans Lutter, deutscher Philosoph
- 2009: Paolo Maffei, italienischer Astronom
- 2010: Paul Kim Ok-kyun, südkoreanischer Weihbischof
- 2012: Alice Arden, US-amerikanische Hochspringerin

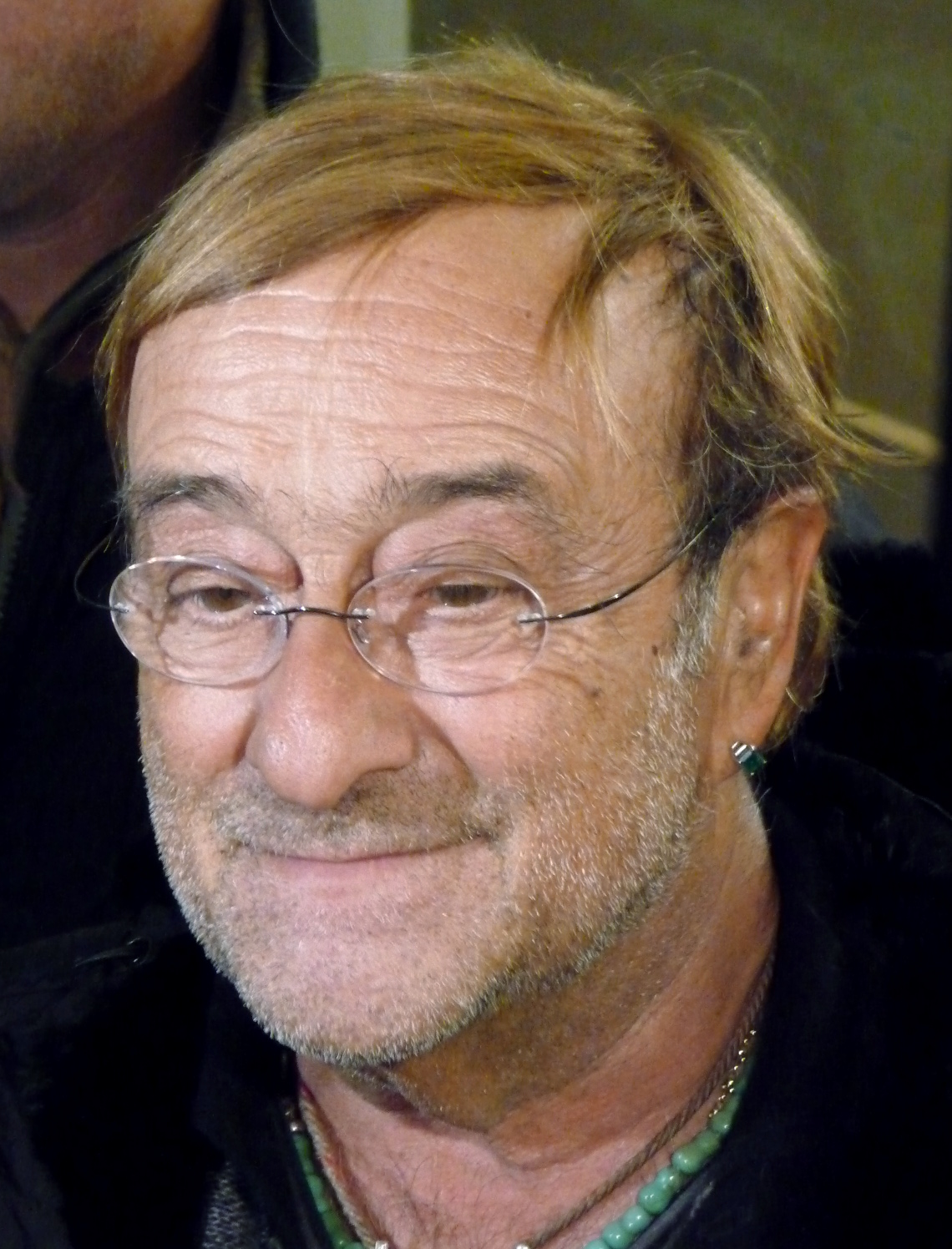
Lucio Dalla († 2012)

- 2012: Lucio Dalla, italienischer Cantautore
- 2012: Jampel Namdröl Chökyi Gyeltshen, Oberhaupt des Buddhismus in der Mongolei
- 2012: Milton Schwantes, brasilianischer evangelischer Befreiungstheologe und Bibelwissenschaftler
- 2013: Jewel Akens, US-amerikanischer Sänger
- 2013: Campbell Armstrong, britischer Drehbuchautor, Hochschullehrer und Autor
- 2014: Alain Resnais, französischer Filmregisseur
- 2015: Christian Ansgar Welp, deutscher Basketballspieler und -trainer
- 2015: Wolfram Wuttke, deutscher Fußballspieler
- 2016ː Brina Kessel, US-amerikanische Ornithologin und Pädagogin
- 2016: Anton Rotzetter, Schweizer Geistlicher und Schriftsteller
- 2017: Paula Fox, US-amerikanische Schriftstellerin
- 2017: David Rubinger, israelischer Photograph
- 2018: Luigi Taveri, Schweizer Motorradrennfahrer
- 2018: Johann Zeitler, deutscher Fußballspieler
- 2019: Rosl Zapf, österreichische Opernsängerin (Mezzosopran)
- 2020: Eberhard Figgemeier, deutscher Sportjournalist
- 2020: Ernesto Cardenal, nicaraguanischer Politiker und Dichter, Minister
- 2021: Michail Studenezki, sowjetischer Basketballspieler
- 2022: Alewtina Koltschina, sowjetische Skilangläuferin, Weltmeisterin, Olympiasiegerin
- 2022: Claus Seibel, deutscher Fernsehjournalist
- 2023: Anise Koltz, luxemburgische Schriftstellerin
- 2023: Irma Serrano, mexikanische Musikerin, Schauspielerin, Drehbuchautorin, Filmproduzentin und Politikerin

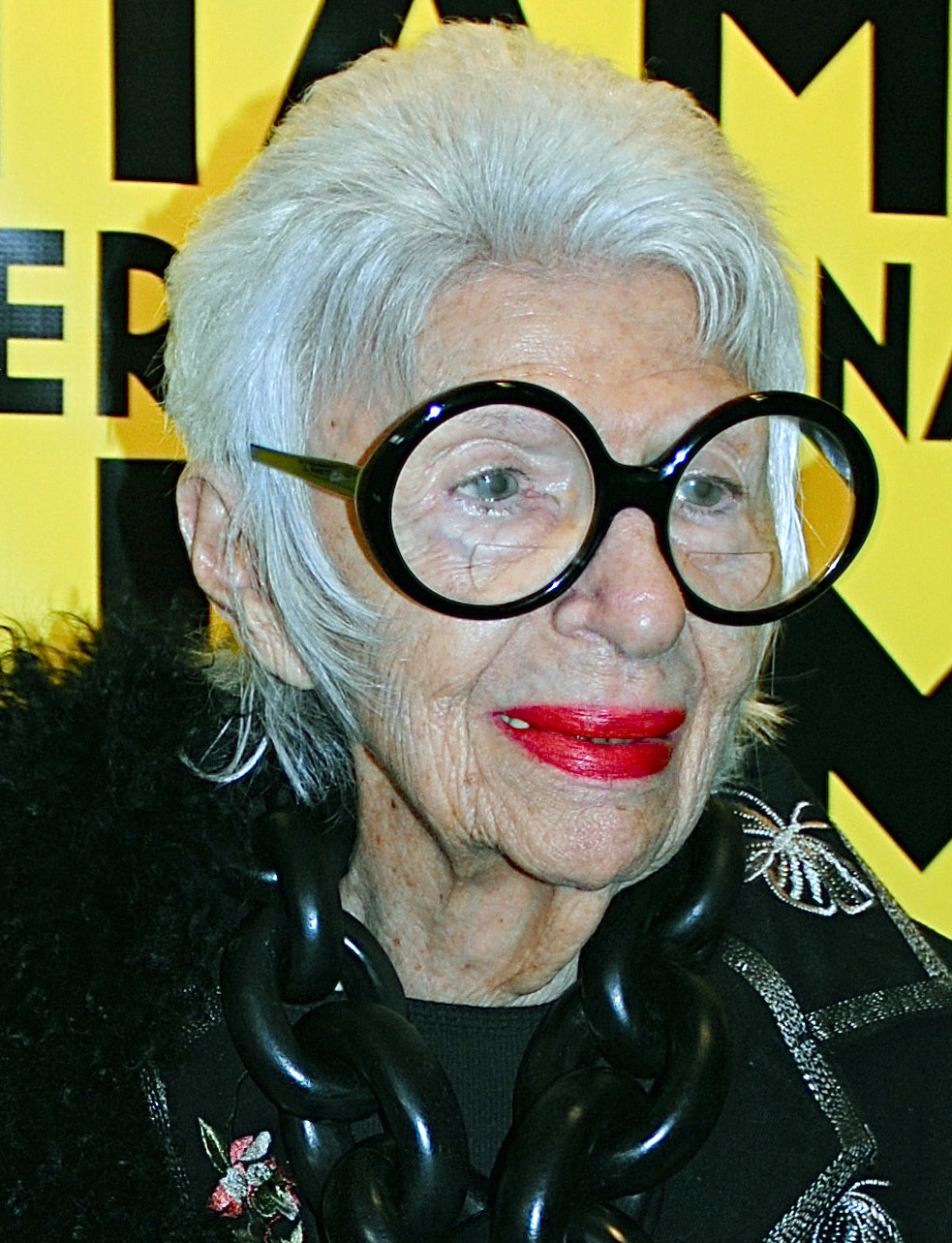
Iris Apfel († 2024)

- 2024ː Iris Apfel, US-amerikanische Geschäftsfrau, Innenarchitektin und Modeikone
- 2025: Tullio Lanese, italienischer Fußballschiedsrichter und späterer -funktionär
- 2025ː Christiane Leister, Schweizer Unternehmerin und Ökonomin
- 2025: Joey Molland, britischer Rockmusiker (Badfinger)
- 2025ː Angie Stone, US-amerikanische Sängerin

## Feier- und Gedenktage
- Kirchliche Gedenktage
  - Hl. Suitbert, angelsächsischer Glaubensbote, Klostergründer und Abt von Kaiserswerth (römisch-katholisch, evangelisch: nicht in Schaltjahren, dann am 29. Februar)
  - Martin Moller, deutscher Liederdichter und Pfarrer (evangelisch)
  - George Herbert, englischer Priester und Liederdichter (evangelisch: ELCA)
- Namenstage
  - Albin, David, Oswald, Roger, Rüdiger
- Staatliche Feier- und Gedenktage
  - Südkorea: Tag der Unabhängigkeitsbewegung
  - Wales: St. David’s Day, walisischer Nationalfeiertag
- Brauchtum
  - Bulgarien: Marteniza
  - Rumänien, Moldau: Märzchen
  - Schweiz: Chalandamarz
- Weitere Informationen zum Tag
  - DDR: Tag der Nationalen Volksarmee (bis 1989)

Weitere Einträge enthält die Liste von Gedenk- und Aktionstagen.